# Mercedes-Benz Baureihe 107
Der Mercedes-Benz R 107 ist ein zweisitziger Roadster, auf Wunsch mit hinteren Notsitzen. Das Schwestermodell C 107 hat einen längeren Radstand als der Roadster und ist ein fünfsitziges Coupé mit zwei vollwertigen Sitzen und einem eingeschränkt nutzbaren Mittelsitz hinten. Die Wagen gehören zur SL-Baureihe von Mercedes-Benz.

## Modellgeschichte

### Allgemeines

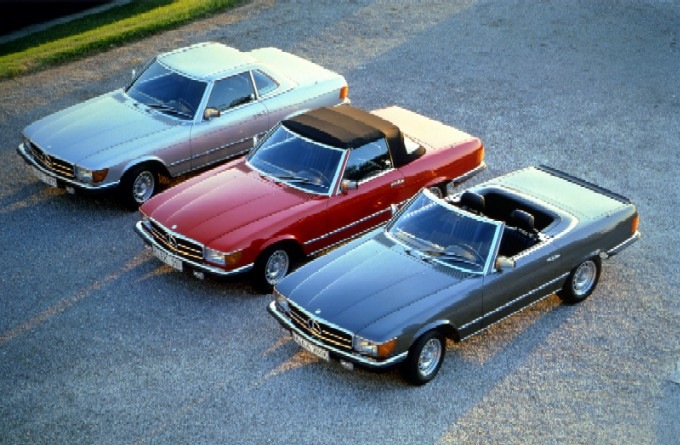
SL offen und geschlossen sowie mit Hardtop

Die SL-Baureihe 107, die 1971 als Nachfolger der sogenannten „Pagode“ (Mercedes-Benz W 113) auf den Markt kam, begründete mit den Breitband-H4-Scheinwerfern und den großen geriffelten Rückleuchten eine neue Gestaltungslinie bei Mercedes-Benz. Eine leichte Keilform deutete auf eine verbesserte Aerodynamik hin. Verantwortlicher Designer dieser Serie war erneut Friedrich Geiger, der bereits für die zeitlosen Schöpfungen des 300 SL (einschließlich Roadster) und des Mercedes-Benz 500 K verantwortlich zeichnete. Das Erscheinungsbild des R 107 war stilprägend für das Mercedes-Benz-Design in den 70er Jahren. Viele Details finden sich auch in der 1972 vorgestellten S-Klasse, dem Mercedes-Benz W 116.
Wie bereits beim Vorgängermodell stellten die USA den größten Absatzmarkt. Der überwiegende Teil der Fahrzeuge war mit den großvolumigen V8-Motoren ausgestattet. Die A-Säule war für Überschläge besonders fest ausgelegt, ein Airbag war seit 1982 erhältlich.
Mit den Typen 450 SLC, 450 SLC 5.0 und 500 SLC nahm Daimler-Benz Ende der 1970er Jahre an großen Rallyes wie der 30.000 km langen Vuelta à la America del Sud (1977), der Safari-Rallye (1979) und der Bandama-Rallye (1979/1980) teil.
Ein Nachfolgemodell wurde bereits Anfang der 1980er Jahre entwickelt, jedoch zugunsten der Mittelklasse-Baureihen W 124 und W 201 zurückgestellt. Dadurch blieb die Baureihe R 107 insgesamt 18 Jahre lang im Angebot. Nachfolger des SL (R 107) war der 1989 vorgestellte R 129, der offizielle Nachfolger des SLC (C 107) war der 1981 vorgestellte SEC der Baureihe 126.

### Varianten SL (1971–1985)

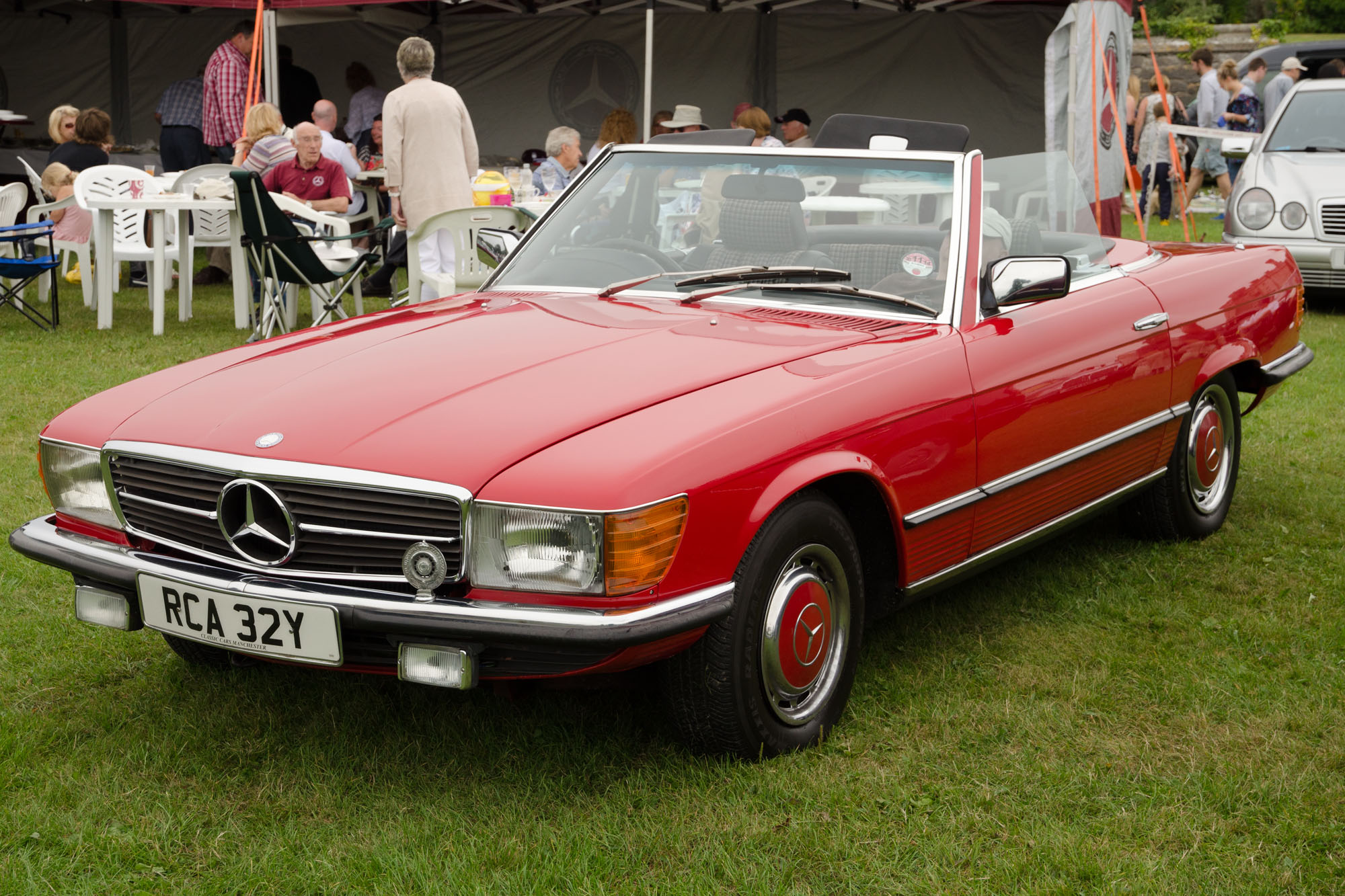
280 SL (1983)
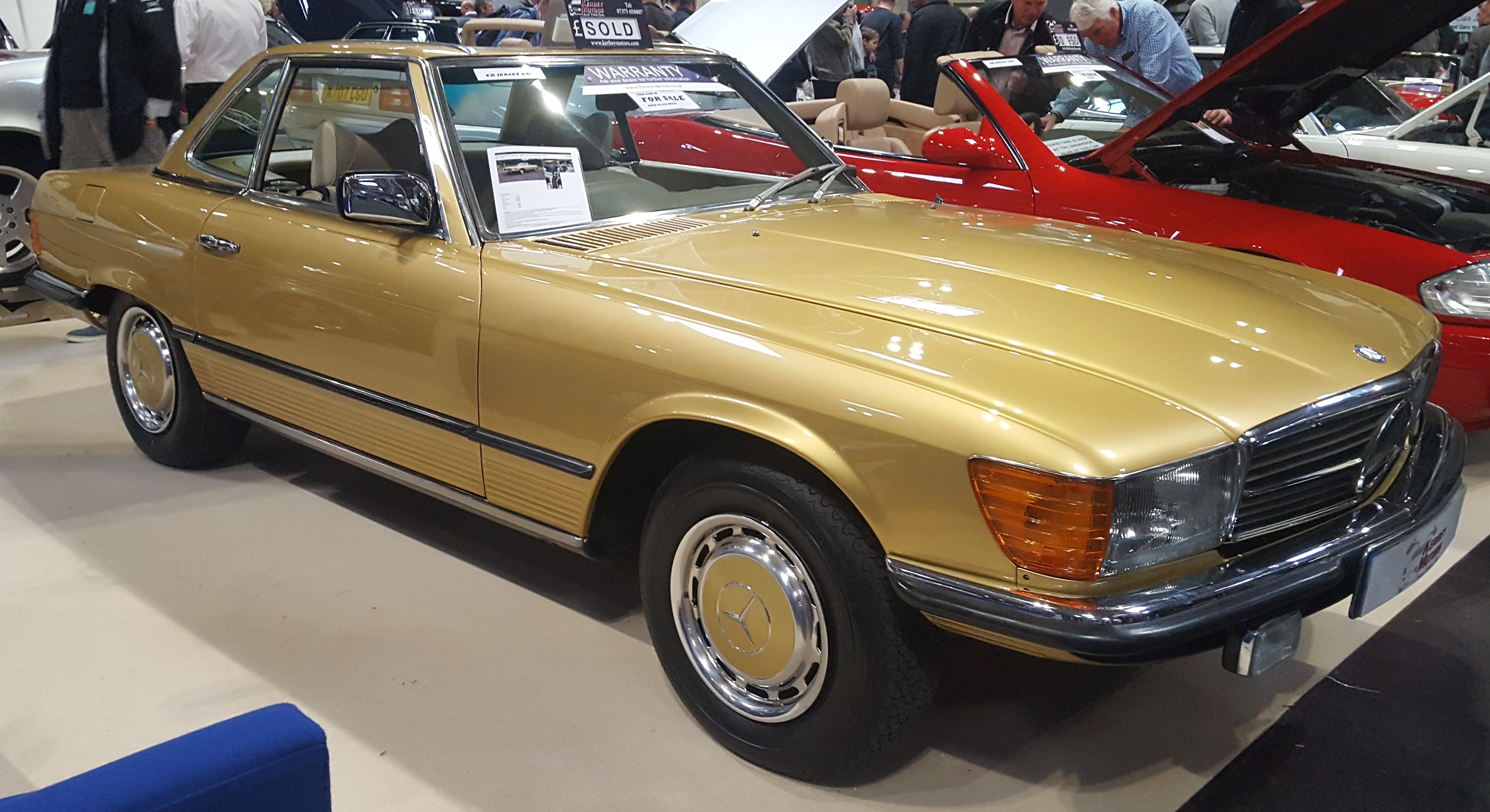
350 SL mit Hardtop (1978)
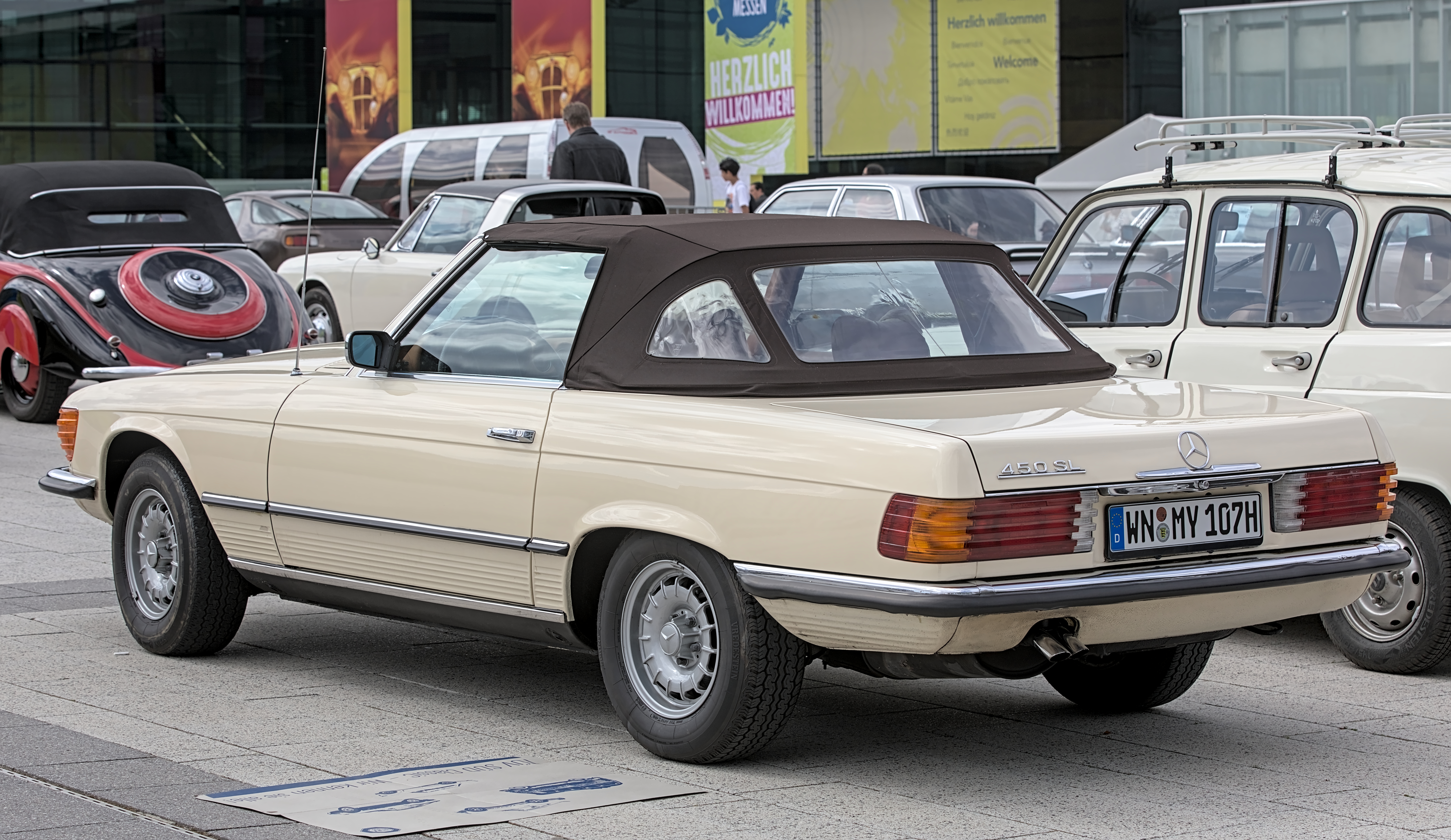
450 SL mit geschlossenem Verdeck
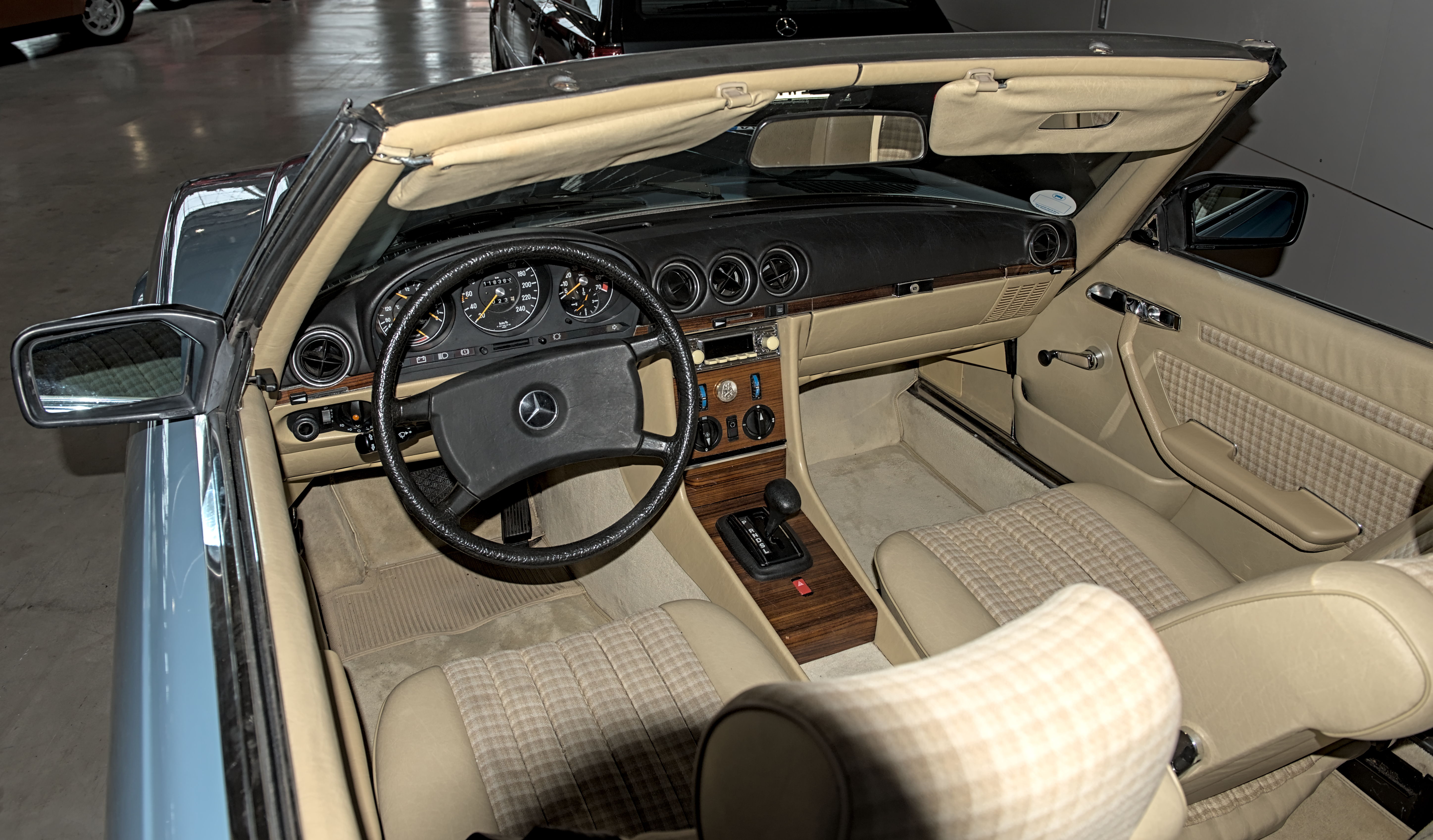
Interieur eines 280 SL (1982)

### Varianten SL (1985–1989)
Der 107 Roadster wurde im Laufe der Jahre stark überarbeitet. Genauso wie die Antriebe der damaligen S-Klassen unterlag der R 107 ebenfalls einem stetigen Wandel, um sich an die wechselnden Umweltauflagen anzupassen. Dabei veränderten sich auch die Leistung und der Hubraum mehrfach. Im Jahr 1985 wurde der Mercedes-Benz R 107 als zweisitziger Roadster, der wahlweise mit Notsitzen im hinteren Bereich ausgestattet werden konnte, wohl am umfangreichsten überarbeitet. So konnten die Fahrzeuge fortan auf Wunsch mit einem Katalysator an die Kunden ausgeliefert werden. Serienmäßig ging der Katalysator dann 1986 in Produktion und ab dem Jahr 1989 war dieses Bauteil ausdrücklich vorgeschrieben. Ab 1989 konnten die Modellversionen ohne Katalysator demnach nicht mehr ausgeliefert werden. Diese Fahrzeugmodelle waren ab 1987 als RÜF-Version bekannt, da es sich um sogenannte Rückrüstungsfahrzeuge handelte, deren Katalysator im Notfall ausgebaut werden konnte.
Der Mercedes-Benz R 107 wurde bis 1989 in Sindelfingen produziert, der Nachfolger wurde ab 1989 in Bremen gefertigt.

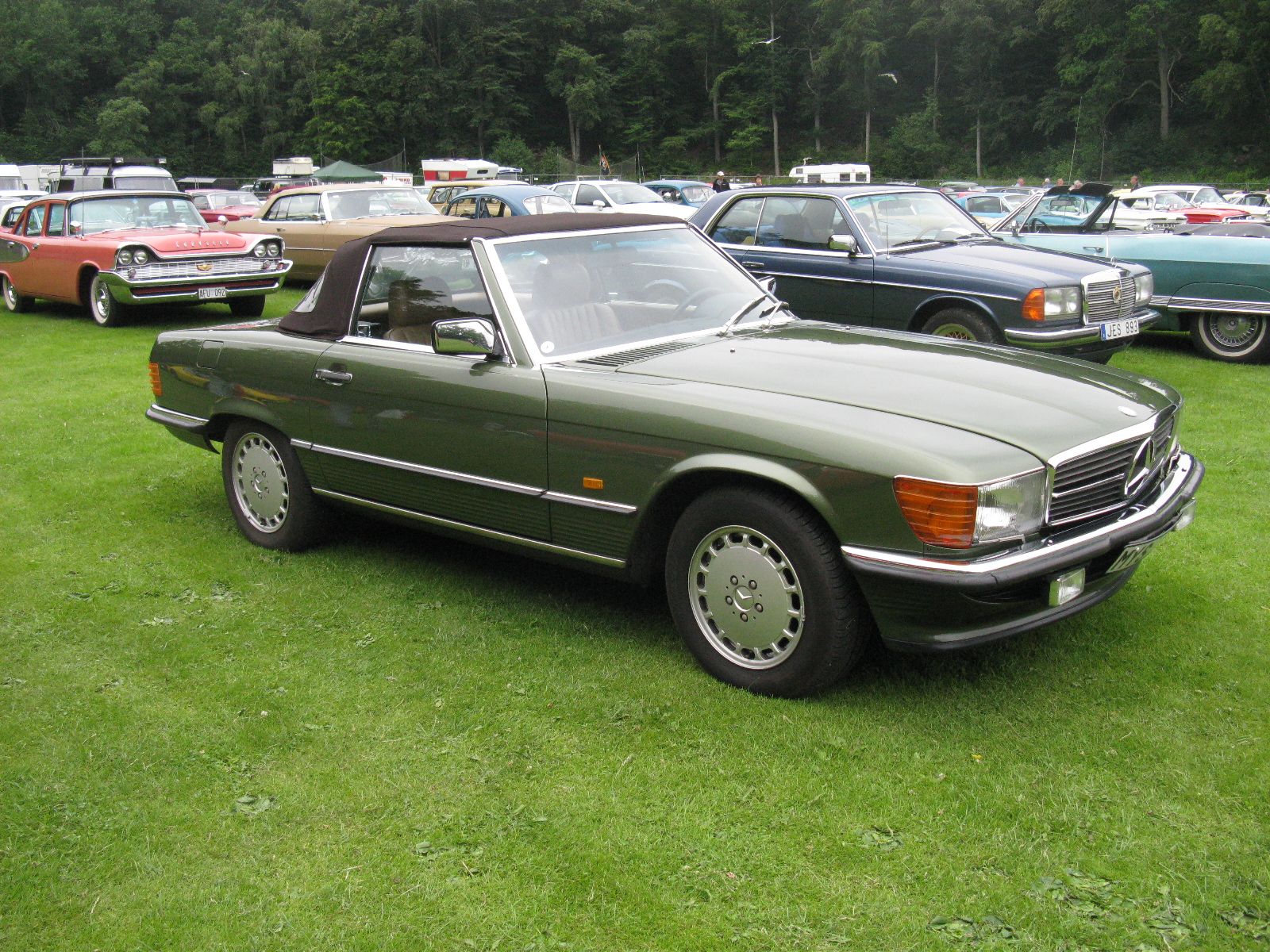
420 SL
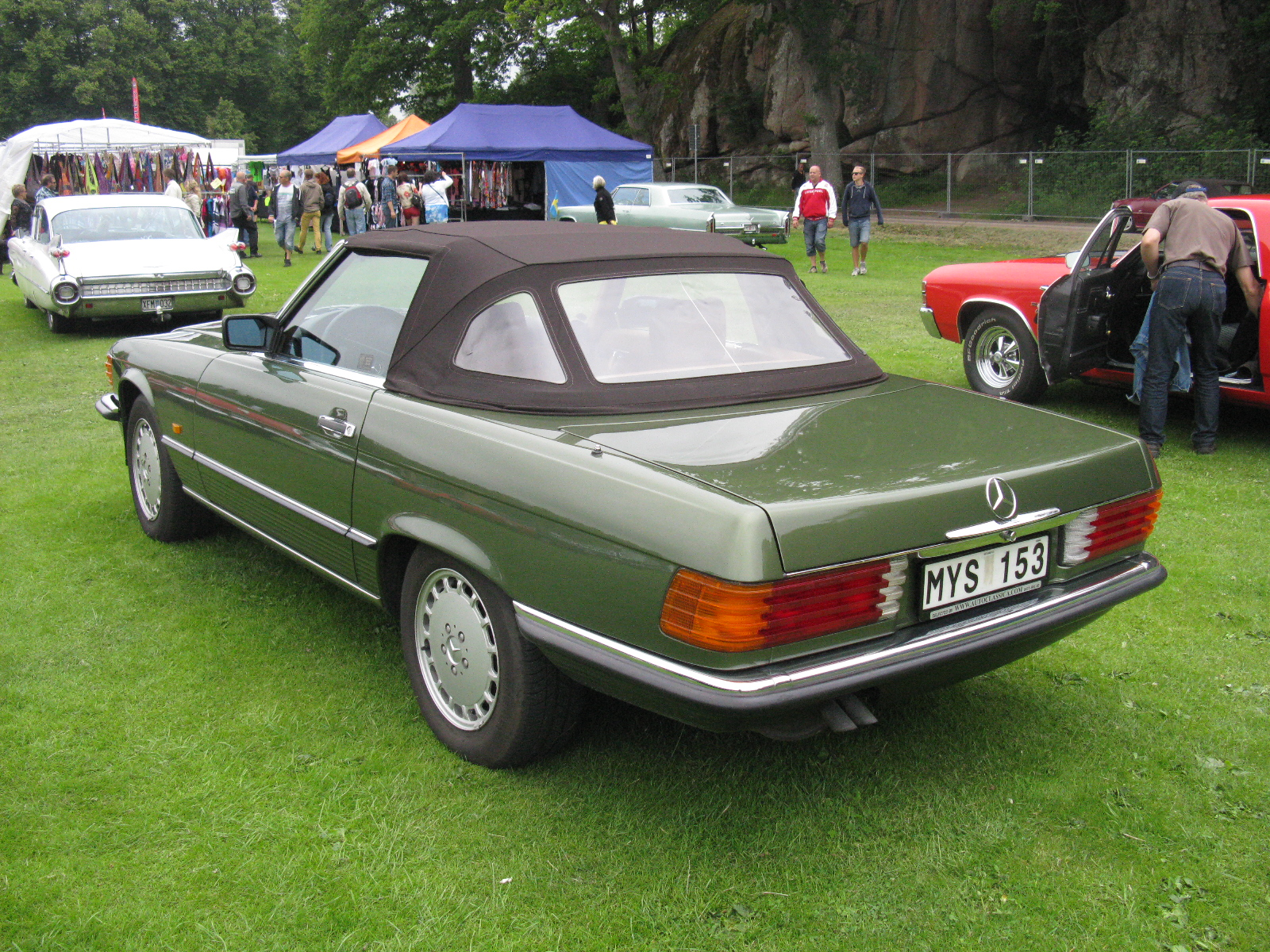
420 SL, Heckansicht
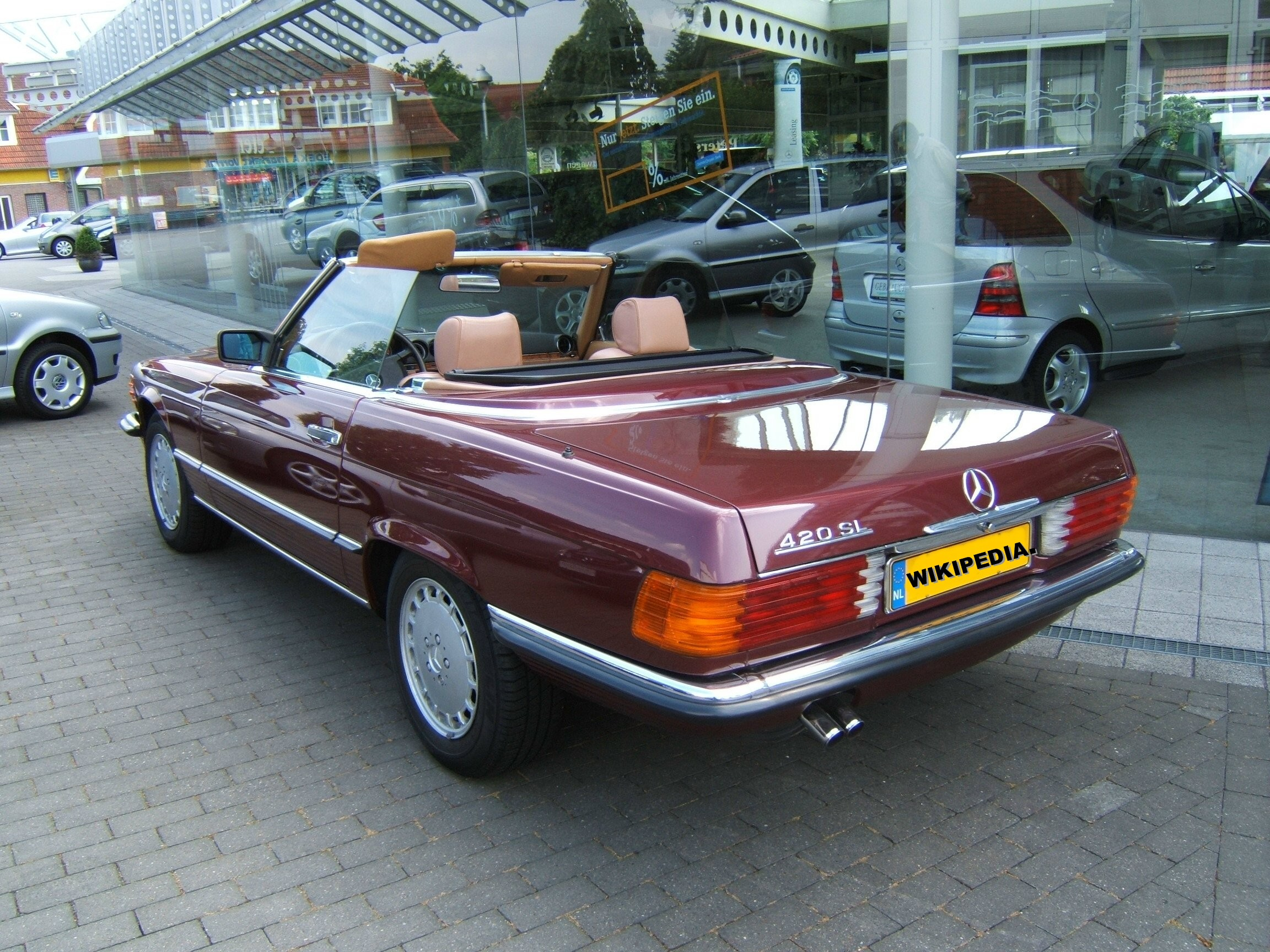
420 SL, Heckansicht, offen
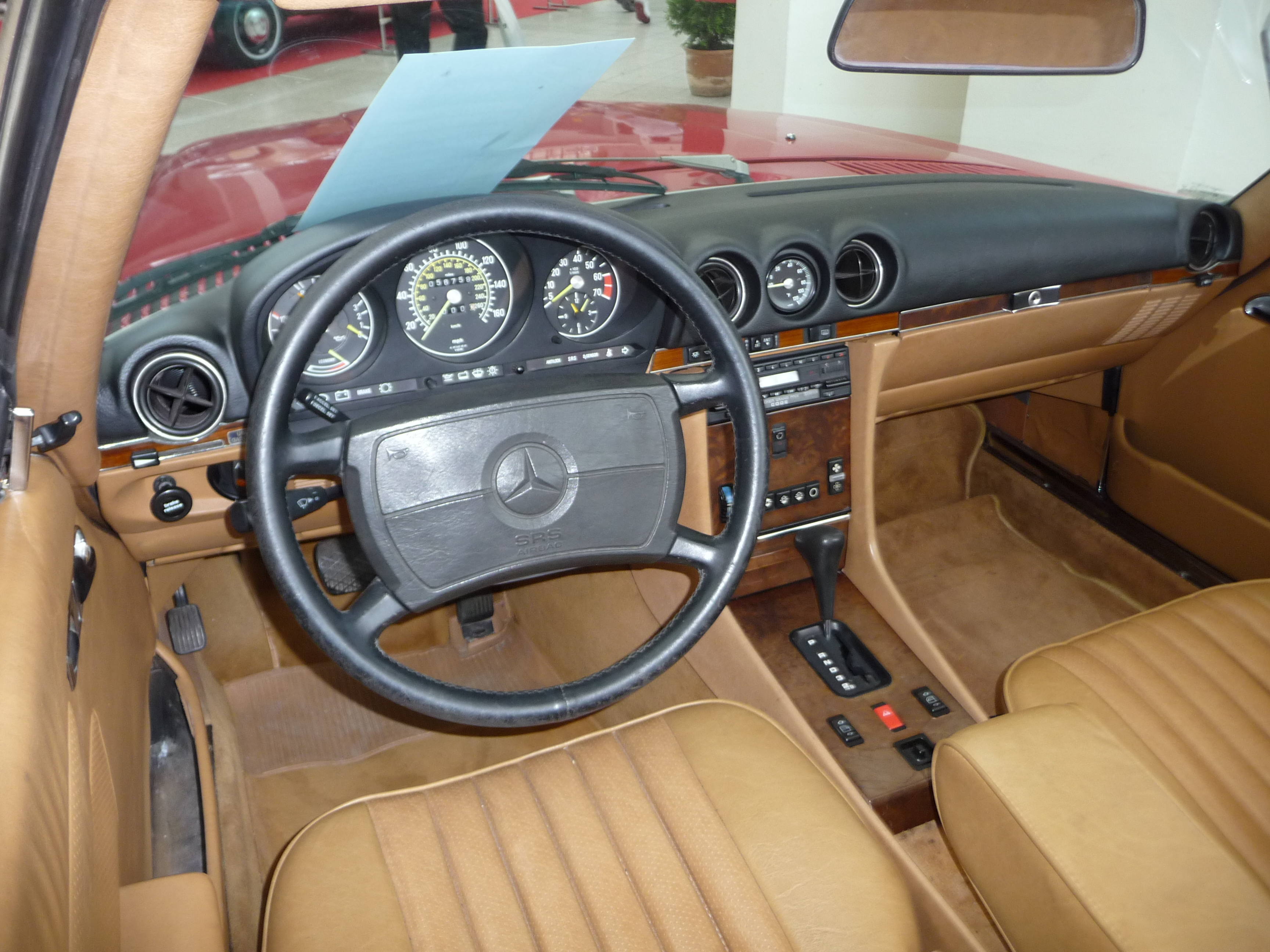
R 107 I-Tafel mit Airbaglenkrad
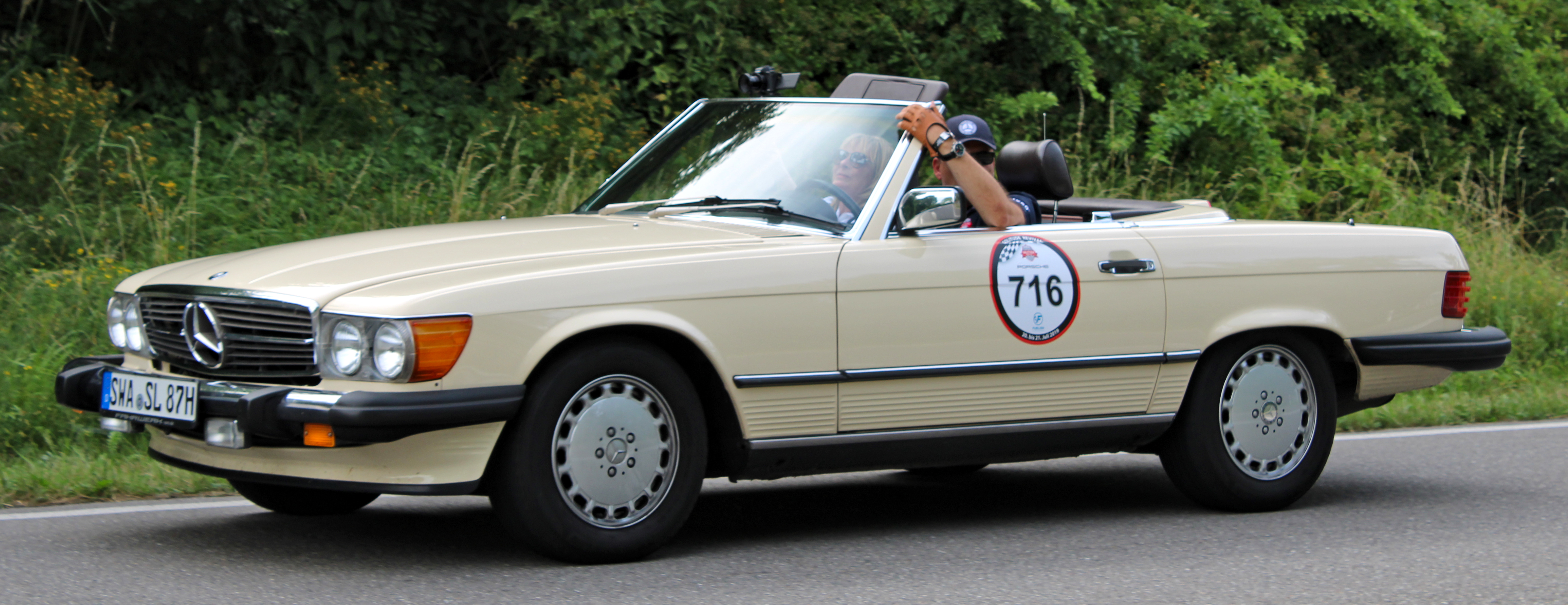
R 107 US-Version, offen
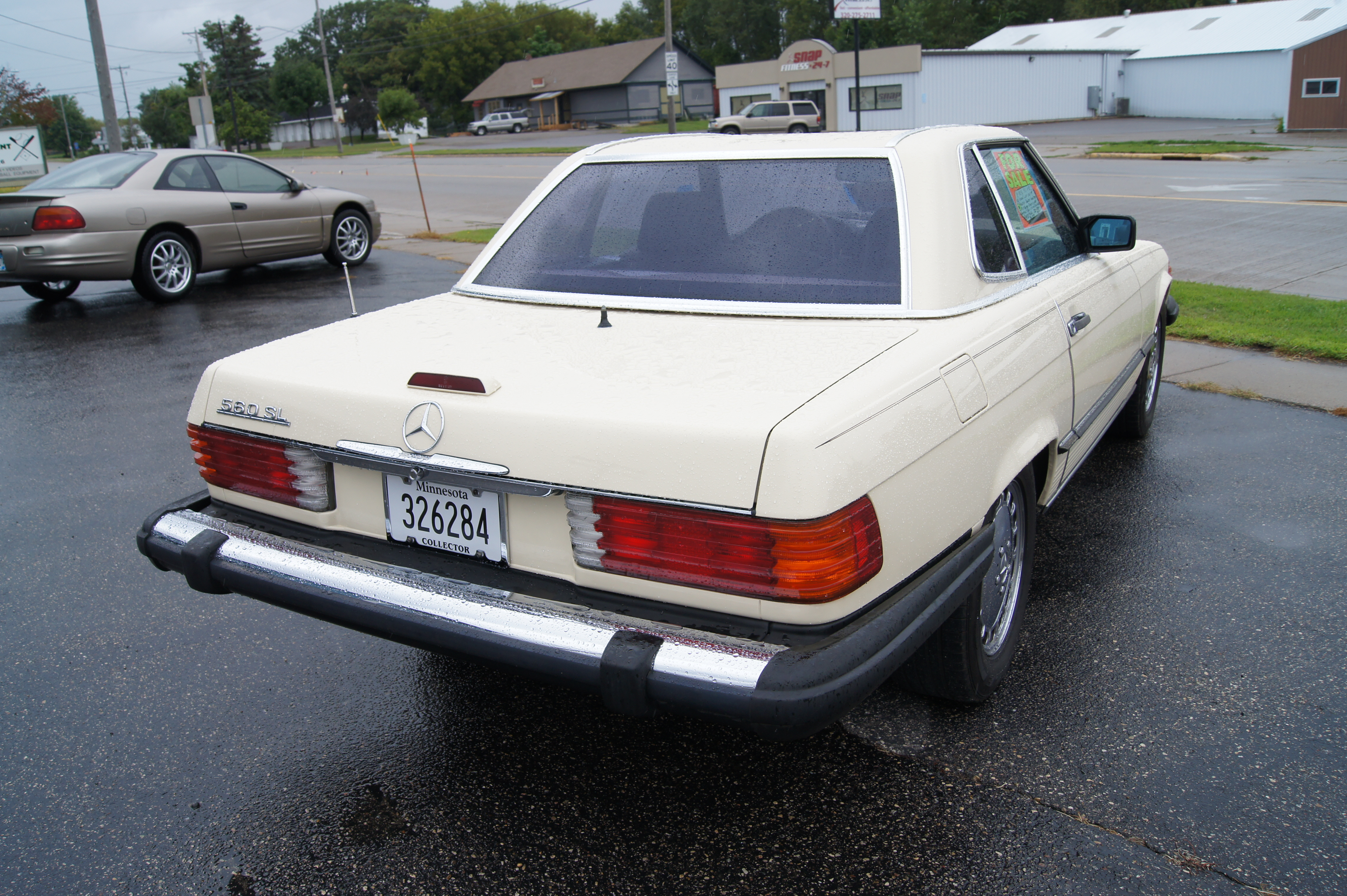
R 107 US-Version, Heckansicht
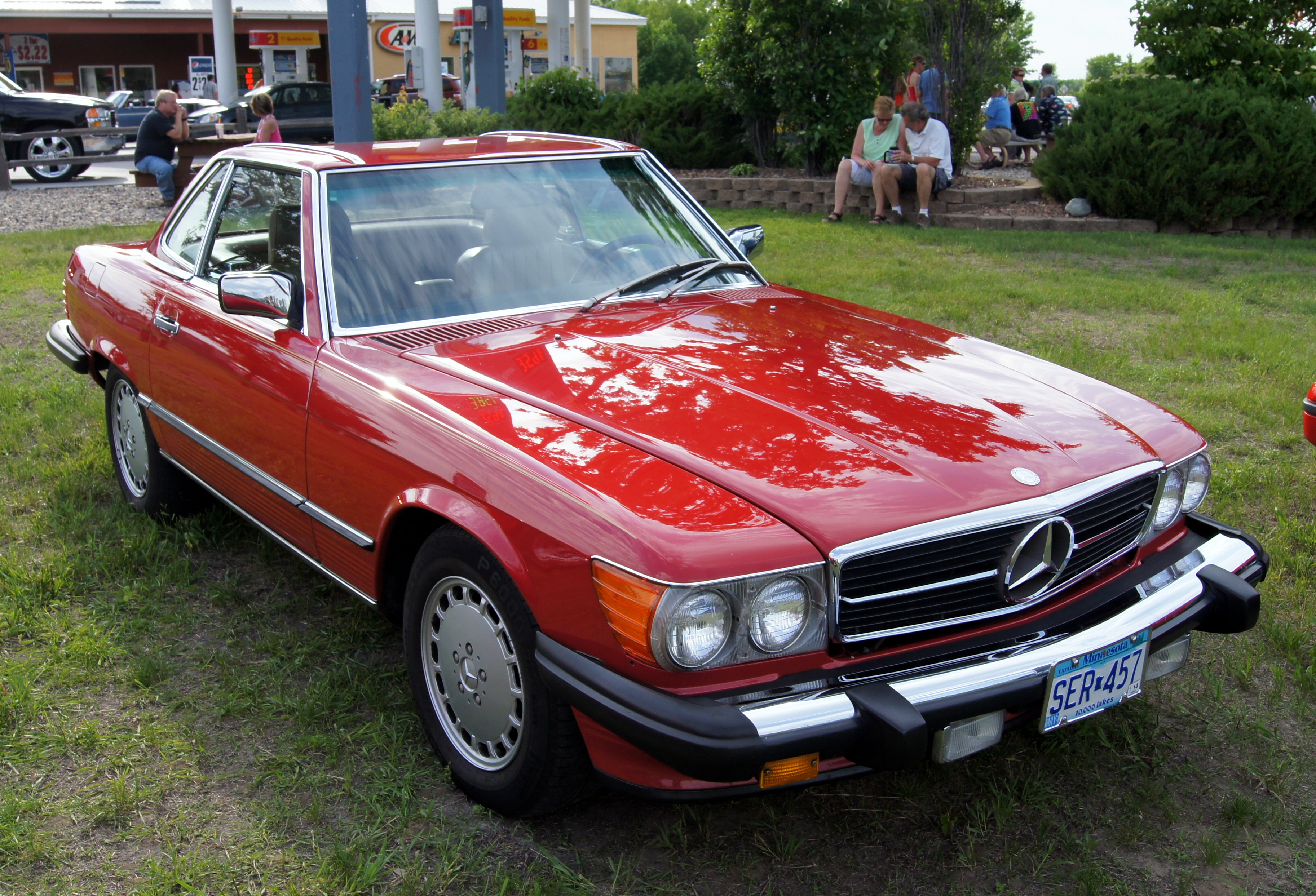
560 SL (US-Ausführung)
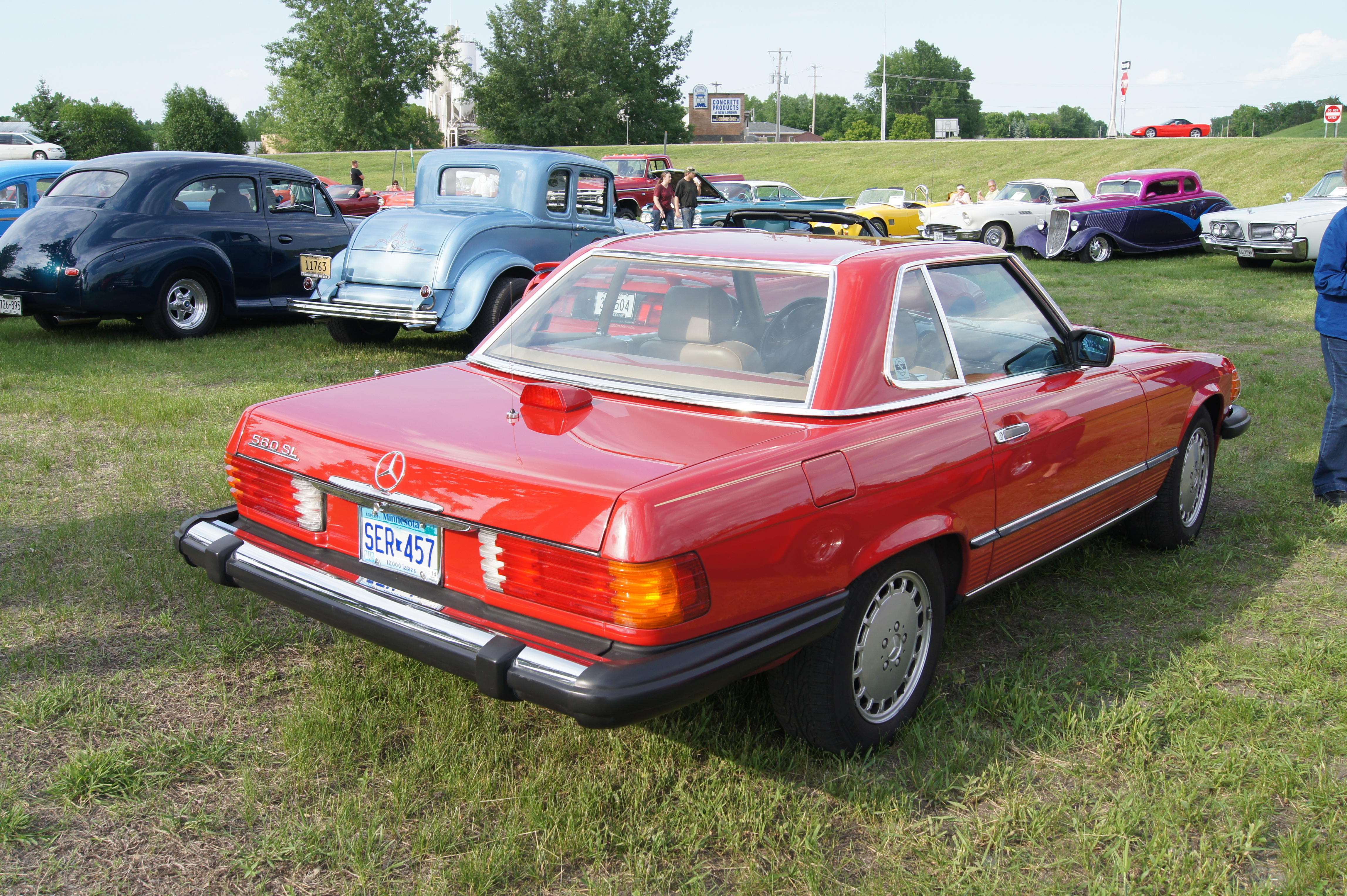
560 SL (US-Ausführung), Heckansicht

### Varianten SLC (1971–1981)
Auf Basis der Baureihe W 111, der „Heckflosse“, hatte Daimler-Benz 1961 sowohl ein Coupé als auch ein Cabriolet präsentiert, dem nach angemessener Bauzeit ein neues Modell folgen sollte. Die nächste Basis, die langsam heranreifende neue S-Klasse, war jedoch nicht rechtzeitig greifbar, um ein darauf aufbauendes Coupé zu Beginn der 70er Jahre vorzustellen. So wurde auf die SL-Basis zurückgegriffen, zumal schon ein weit entwickelter Entwurf von Karl Wilfert im Sindelfinger Prototypenbau auf seine Realisierung wartete. Die Werksbezeichnung war dementsprechend C 107.
Der SLC, wie das Sportcoupé offiziell heißt, hatte seine Premiere auf dem Pariser Automobil-Salon im Oktober 1971. Bis zur Windschutzscheibe entspricht sein Äußeres dem des Roadsters. Über dem fünfsitzigen Fahrgastabteil streckt sich das flache Dach, das in eine auffallend große, stark gewölbte und sehr schräg stehende Heckscheibe mündet. Diese wiederum gibt dem Heck eine vergleichsweise große Länge vor. Der Kofferraumdeckel weist eine leicht konvexe Kontur auf. Beim Roadster hingegen hat der Kofferraumdeckel eine konkave Ausprägung, die dem pagodenartigen Hardtop folgt, was beim Vorgängermodell W 113 namensgebend war. In der Seitenansicht wird die Länge durch den größeren Radstand dokumentiert, 2820 gegenüber 2460 Millimeter, und auch durch die Linie der Seitenscheiben, die, wie bei einem Mercedes-Benz-Coupé üblich, voll versenkbar sind, ohne störende B-Säule. Beim SLC ergab sich in dieser Frage jedoch eine Schwierigkeit: Der kurze Abstand zwischen Tür und hinterem Radlauf verlangte nach einem komplizierten und daher potentiell störanfälligen Dreh-Kipp-Versenkmechanismus, um die hinteren Seitenscheiben komplett versenken zu lassen. Karl Wilferts Ausweg aus diesem Dilemma waren die später stilistisch nicht unumstrittenen, aber höchst markanten, doppelt verglasten „Sichtblenden“ mit den eingebauten Lamellen, die das Seitenfenster unterteilen und so verkleinern, dass der vordere bewegliche Teil ganz versenkt werden kann. Die Lamellenseitenfenster ebenso wie die geriffelten Rückleuchten sind eine Idee von Pininfarina und waren erstmals an einer Studie im Jahr 1967 zu sehen.
Erstmals war bei diesem Auto der serienmäßige Verbandkasten in einer speziellen Mulde unter dem Heckfenster verstaut, Vorbild für viele folgende Mercedes-Benz-Modelle bis 1995.
Angeboten wurde der SLC von 1971 bis 1981, zuerst nur als 350 SLC, dann ab 3/1973 als 450 SLC, ab 1974 als 280 SLC, nur im letzten Jahr von 8/80 bis 7/81 als 380 SLC, ab 8/1977 als 450 SLC 5.0 und ebenfalls nur im letzten Jahr als 500 SLC, mit den gleichen Motoren und Getriebeausstattungen wie der Roadster. Einen 420 SLC gab es nicht, denn zu jener Zeit waren bei den Coupés schon die Parallelmodelle der Serie W 126 auf dem Markt. Eine Ausnahme bildete 1978 bis 1980 der 450 SLC 5.0, in dem der neue Leichtmetall-V8-Fünfliter zunächst lanciert wurde. Außerdem bekam dieser Wagen erstmals in der 107er Baureihe einen Frontspoiler und eine Gummilippe als Heckspoiler.
Der cw-Wert des SLC erwies sich als deutlich besser als der des SL, sodass er trotz eines Mehrgewichtes von 45 bis 50 Kilogramm leicht bessere Fahrleistungen erreichte. Im Verlauf seiner zehnjährigen Geschichte fand der SLC insgesamt 62.888 Käufer.

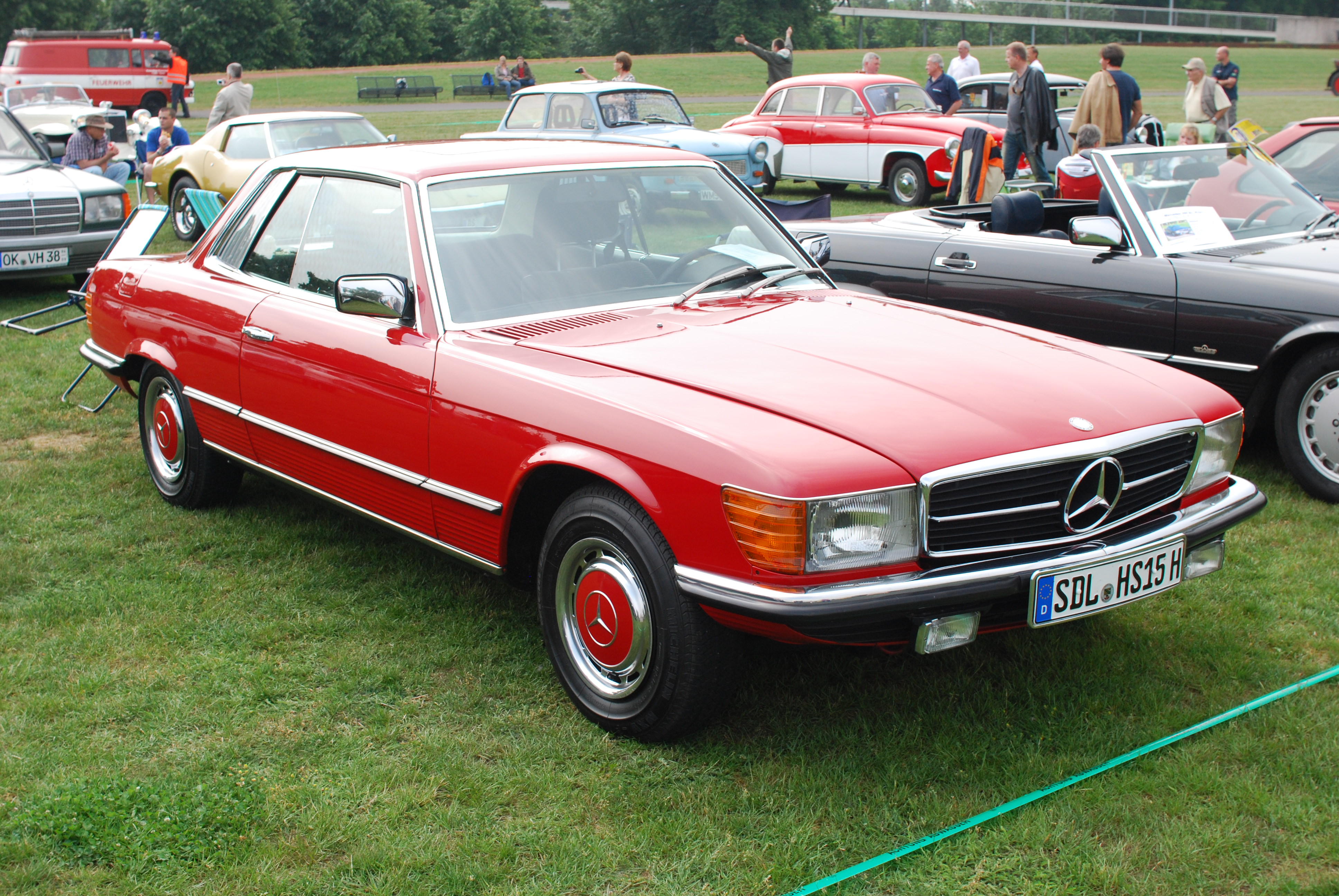
450 SLC (1979)
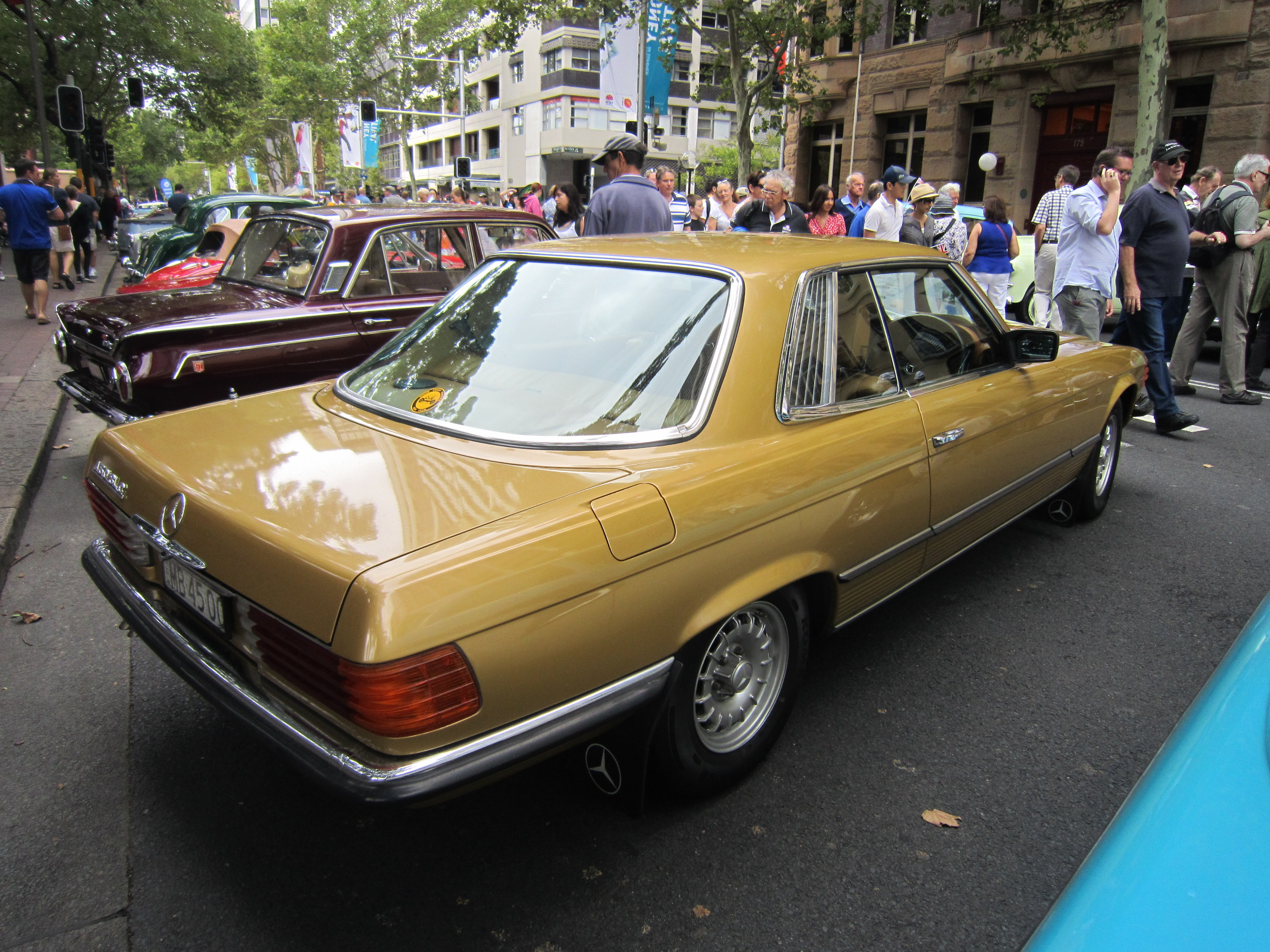
450 SLC (1977), Heckansicht
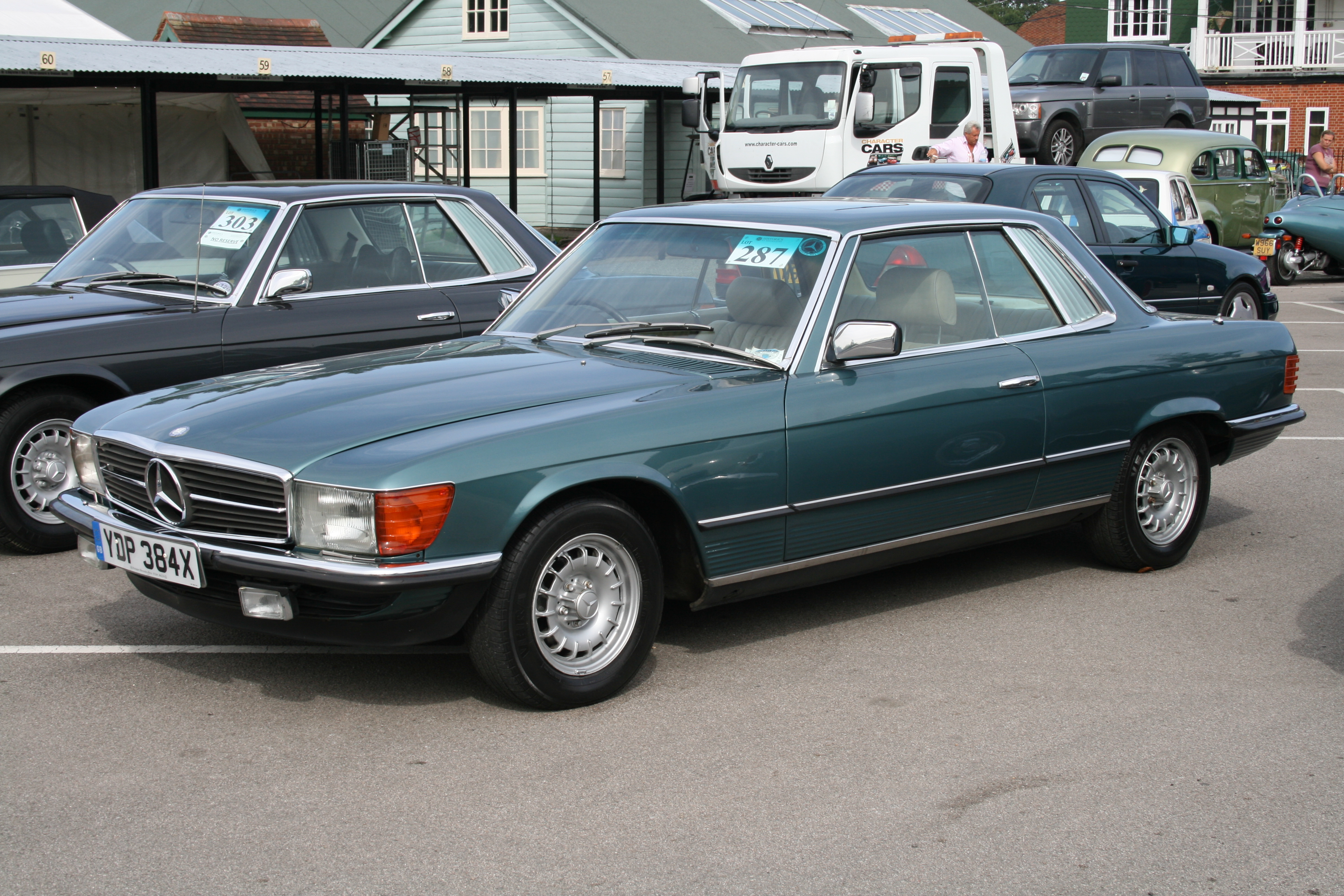
380 SLC (1981)
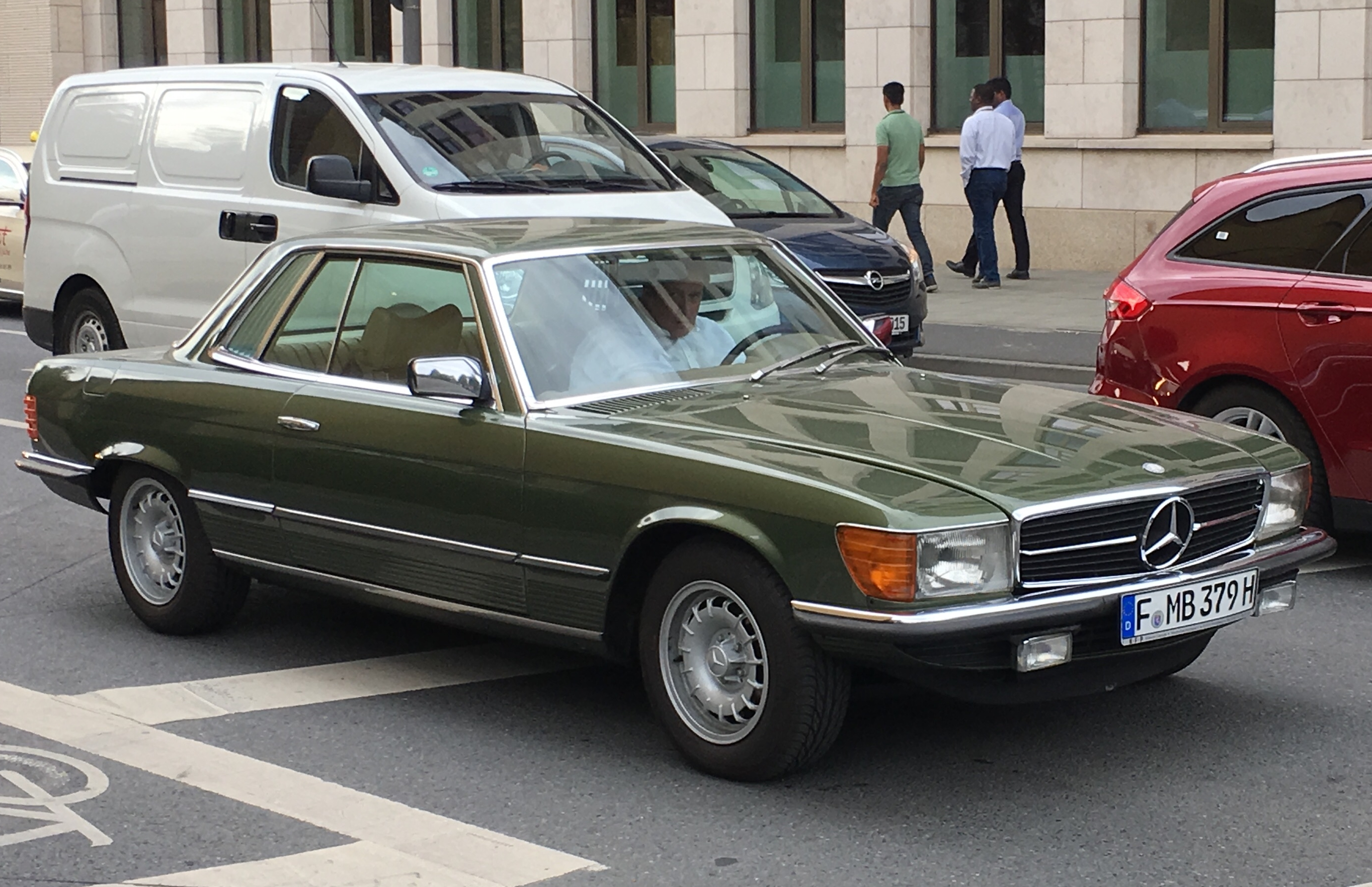
500 SLC (1980)
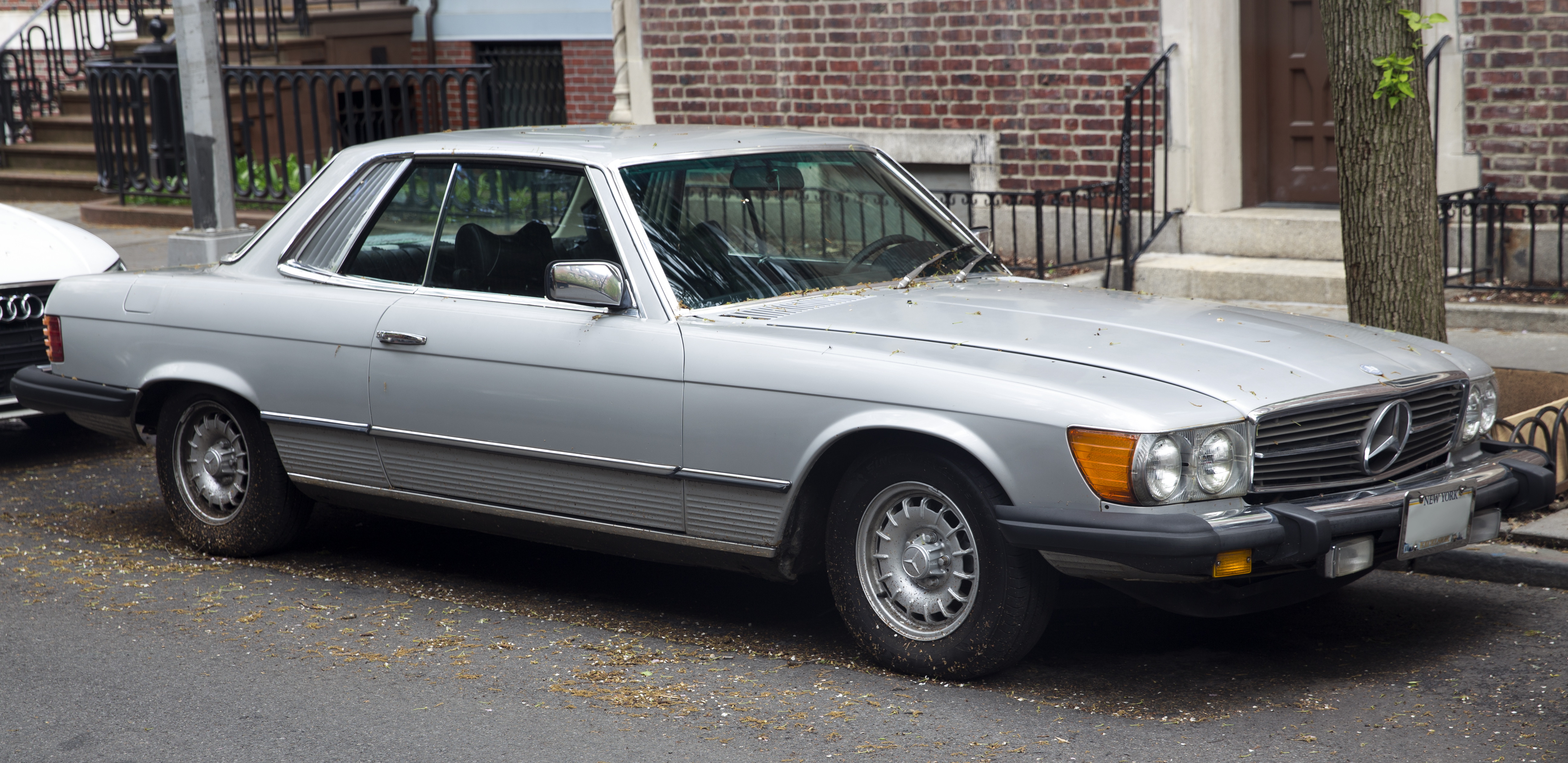
450 SLC US-Version (1980)
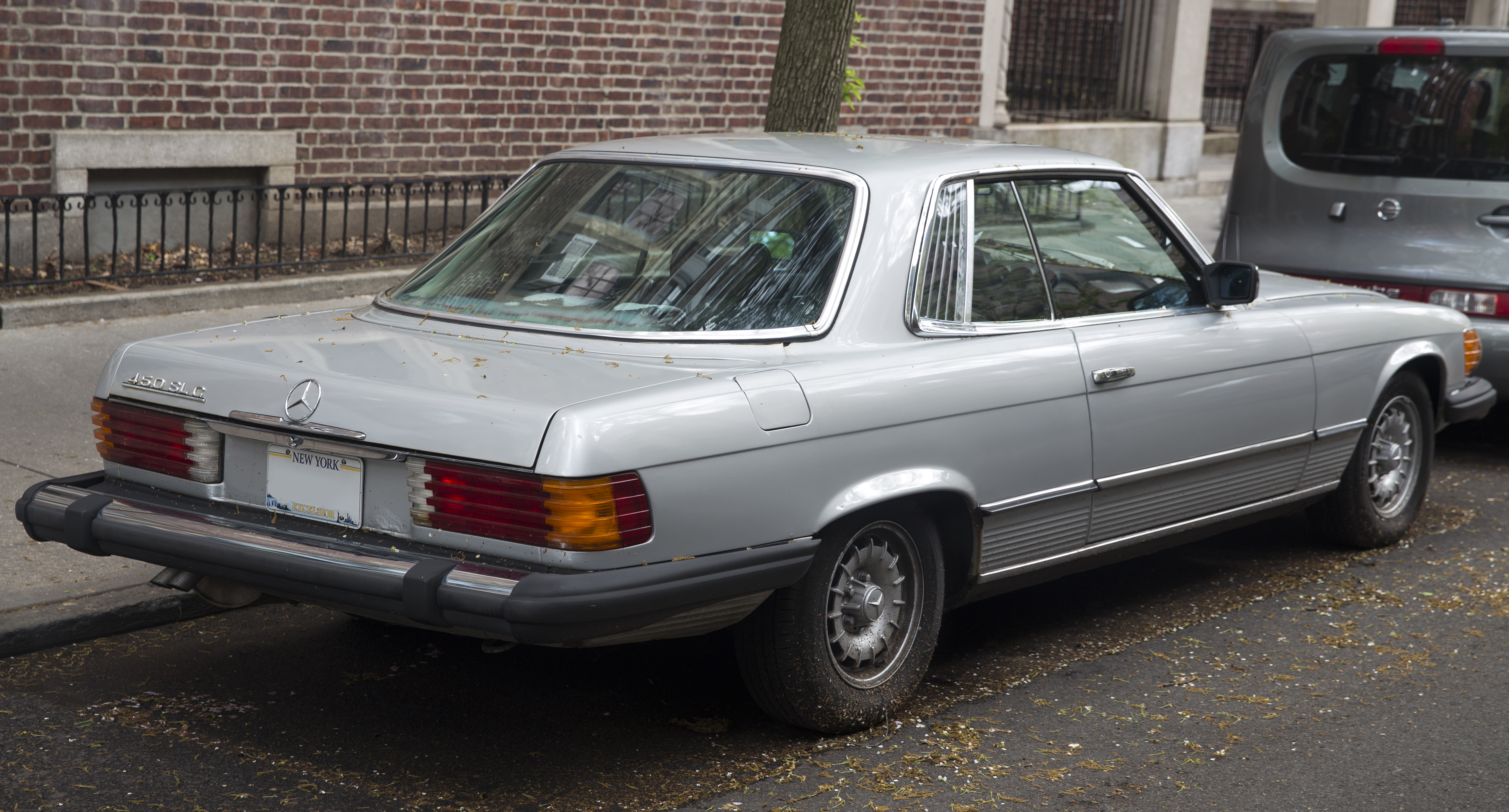
450 SLC US-Version (1980), Heckansicht
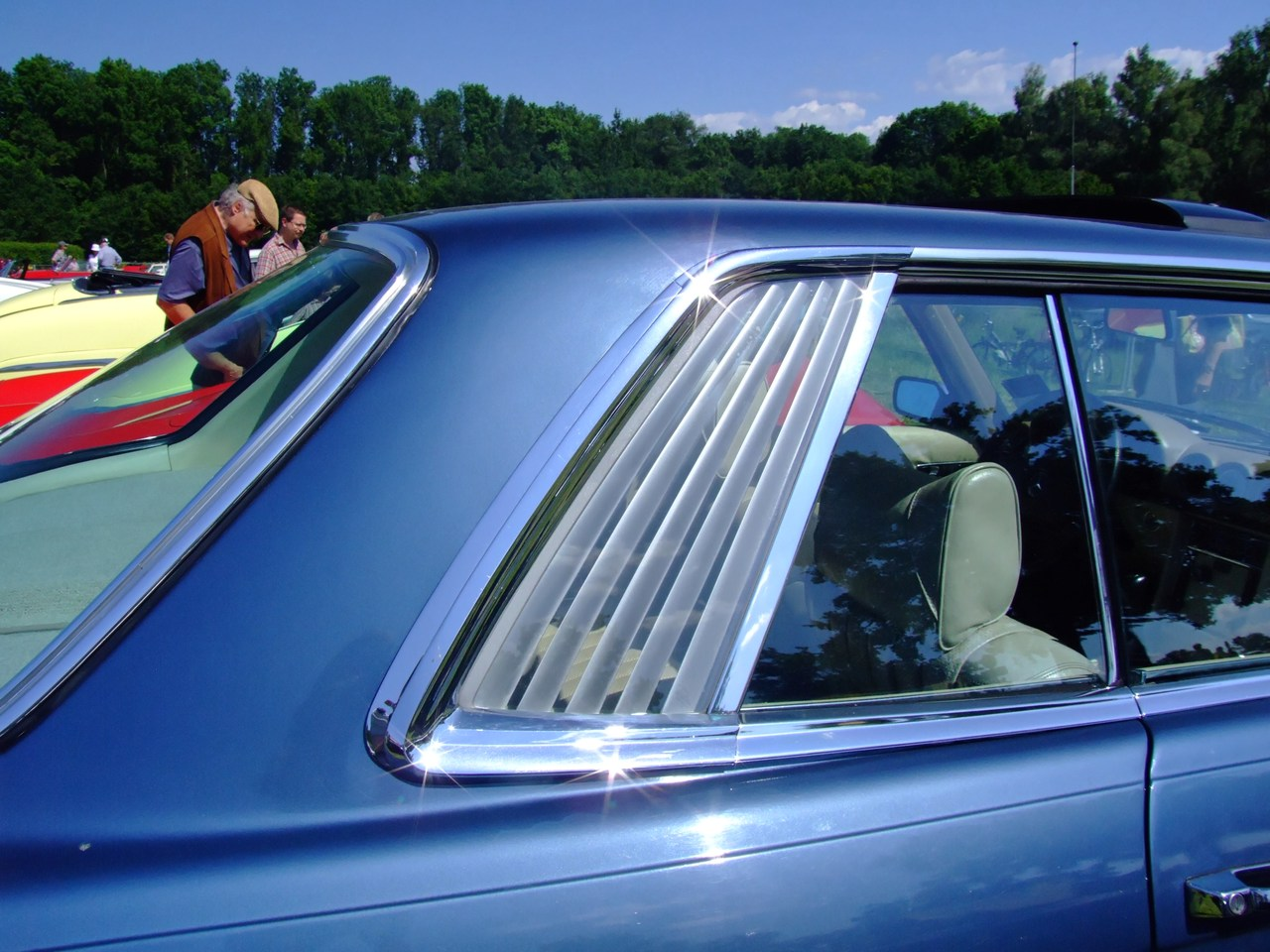
350 SLC (1973), Detail
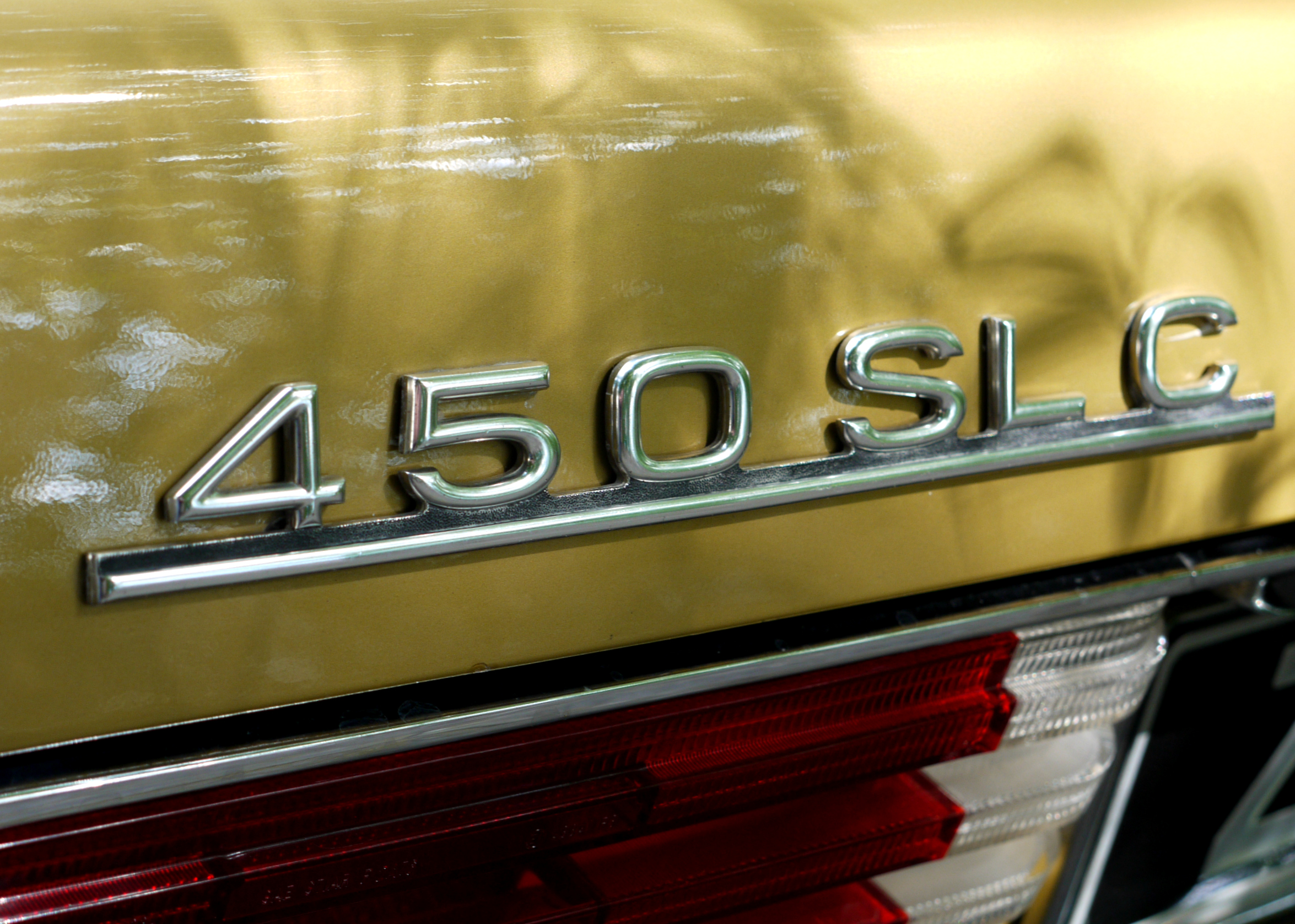
450 SLC, Detail

### Sicherheit und Sonderausstattungen

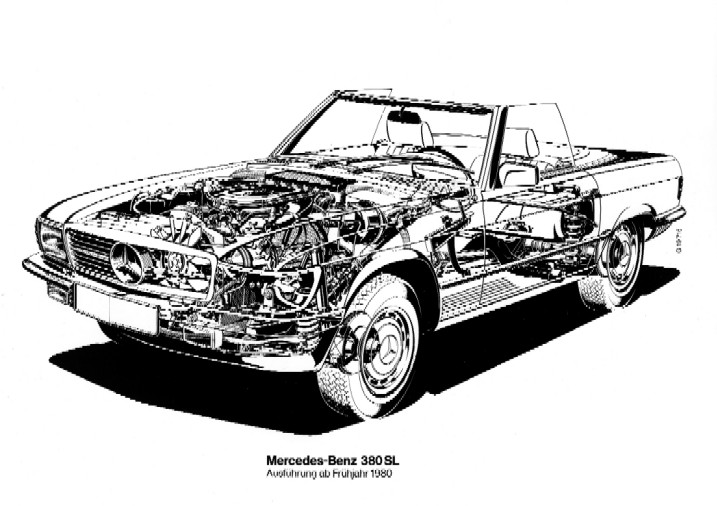
Technische Zeichnung des 380 SL

Der neue SL setzte im Bereich der passiven Sicherheit neue Maßstäbe: Béla Barényis Sicherheitskonzept mit Knautschzonen vorne und hinten und der gestaltfesten Fahrgastzelle – das „Drei-Boxen-Prinzip“ – fand auch im 1971er SL seinen Niederschlag. Das Rückgrat des R 107 war nicht einfach eine verkürzte und verstärkte Limousinen-Bodengruppe wie beim Vorgänger, sondern eine eigenständige Rahmenbodenanlage mit geschlossenem Kardantunnel sowie kastenförmigen Quer- und Längsträgern, deren Besonderheit in unterschiedlichen Blechstärken lag und dem daraus resultierenden definierten Knautschverhalten.
Da der SL ein offener Wagen ohne Targabügel sein sollte, blieben als einziges Sicherheitspotential für den Roadster bei einem eventuellen Überschlag die A-Säulen samt Windschutzscheibe. Sie wurden von Grund auf neu entwickelt und erbrachten eine um 50 Prozent höhere Festigkeit als die bisher gebaute Version. Zudem wurde die Windschutzscheibe zur Erhöhung der Festigkeit in den Rahmen eingeklebt. Das ergab eine beachtliche Widerstandskraft beim Dachfalltest, womit der offene Wagen auch ohne Targabügel in den USA zulässig war. Die Heckscheibe im Hardtop war ebenfalls geklebt.
Selbst im Innenraum gab es richtungsweisende Neuerungen. Das Armaturenbrett war sowohl im oberen als auch im Kniebereich stoßnachgiebig und schaumgepolstert. Ebenfalls eine Neuheit war das Vierspeichenlenkrad, gebaut nach den Erkenntnissen der Unfallforscher. Geblieben war der schon bewährte Pralltopf; aber Lenkradkranz, die vier Speichen, Polsterplatte und Nabe sind mit Polyurethan umschäumt. Teleskop-Sicherheitslenksäule und das hinter der Vorderachse liegende Lenkgetriebe ergänzen die Sicherheitsmaßnahmen unter dem Blech. Die Fahrzeuge haben serienmäßig Dreipunktgurte. Die Türschlösser waren ebenfalls neu konstruiert, so dass sie auch nach Unfällen nicht von selbst aufspringen, sich jedoch weiterhin mit Handkraft öffnen lassen.
Leicht zu bedienen – das „schnellste“ aller Cabriolets und Roadster – war das Verdeck des SL, eine genial einfache Konstruktion, die auf jeden Automatismus verzichtet. In abgeklapptem Zustand verschwindet es, wie schon bei den Vorgängern, unter einer Abdeckung. Zum serienmäßigen Lieferumfang gehört auch das im Winterbetrieb zu empfehlende Hardtop-Dach, das sich mit wenigen Handgriffen umbauen lässt und dem Roadster das Aussehen eines Coupés verleiht.

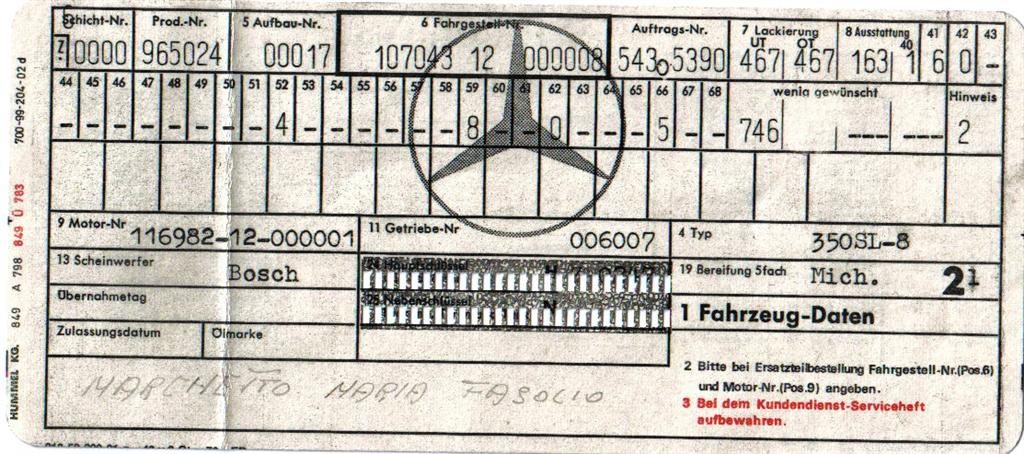
Datenkarte eines der ersten R 107

Die Sitze waren von Anfang an mit Kopfstützen und Automatik-Sicherheitsgurten lieferbar. Auf Wunsch war anstelle der serienmäßigen Gepäckablage hinter den Sitzen gegen Aufpreis eine Art „Sitzgelegenheit“ erhältlich, die allerdings nur für Kinder bis 30 kg zugelassen und sehr beengt war.
Für Wohlbefinden sorgt die unabhängig vom Staudruck arbeitende und über Klappen geregelte, spontan reagierende Heizung, unterstützt durch eine neuartige Klimatisierung der Türen. Ein kleiner Gag war die im Handschuhfach integrierte aufladbare Taschenlampe. Schmutzabweisende Verkleidungen an A-Säulen und Außenspiegeln lassen gute Sicht auch bei schlechtem Wetter zu. Die in Wagenmitte eng nebeneinander angeordneten Scheibenwischer halten 70 Prozent der Scheibenfläche frei, liegen optimal im Luftstrom und heben auch bei höheren Geschwindigkeiten nicht ab.
Im Laufe der Jahre wuchs das Angebot an passiver und auch aktiver Sicherheitsausstattung weiter an. So gab es ab 1980 ABS und ab 1982 einen Airbag für den Fahrer.
Wie bei Mercedes-Benz üblich, war die Liste der Ausstattungsextras lang und konnte den Wagen erheblich verteuern. Von elektrischen Fensterhebern über die Sitzheizung bis zur Klimaanlage und das B-Netz-Autotelefon wurde vieles als Option angeboten.

### Exportmodelle

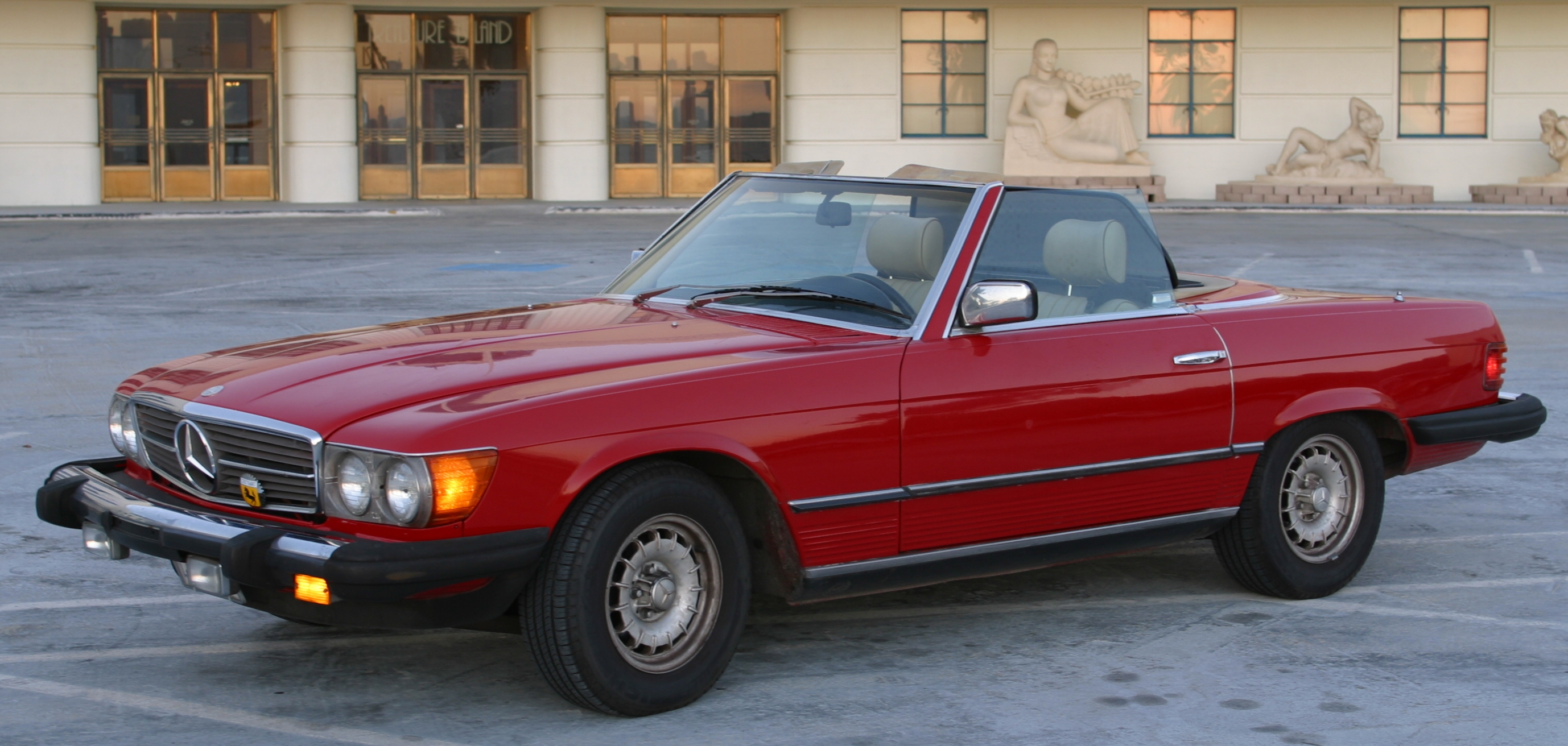
SL in US-Ausführung

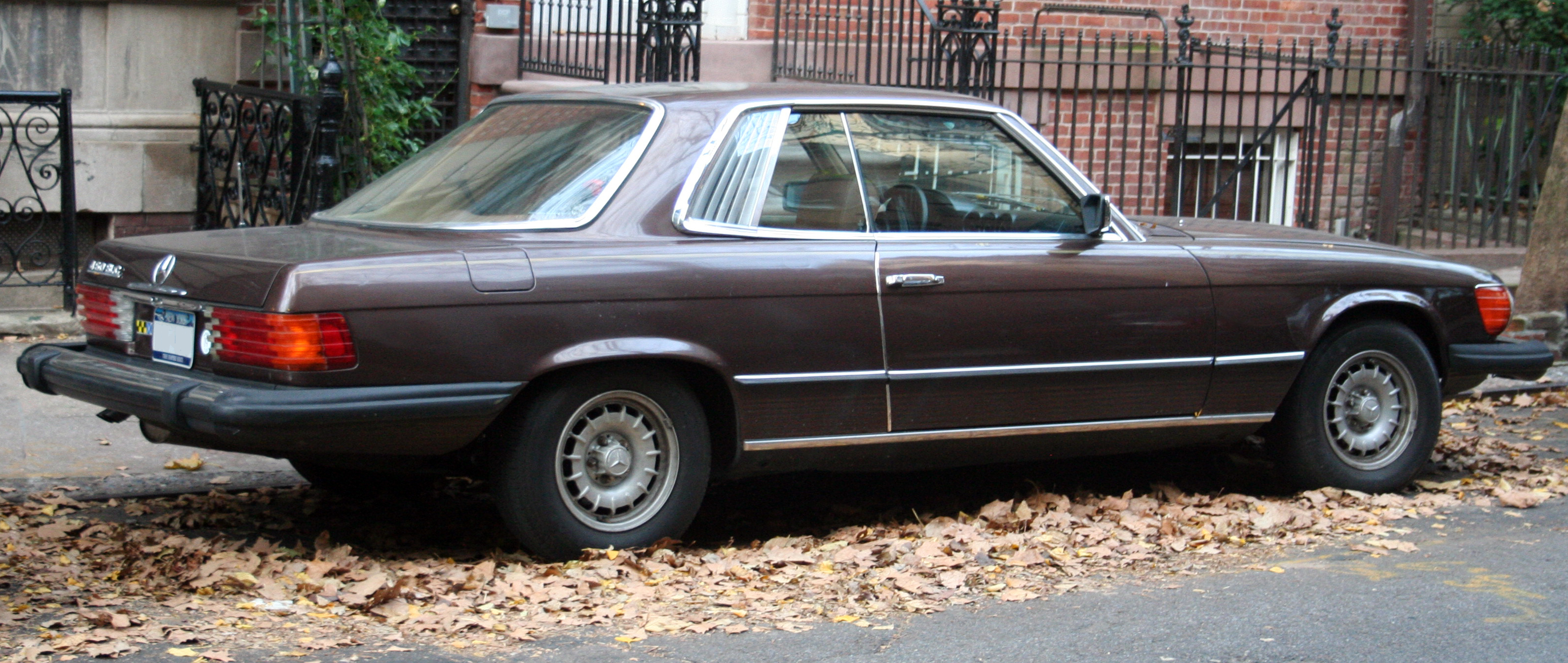
SLC in US-Ausführung

Der 560 SL (1985 bis 1989) wurde als Exportmodell für den amerikanischen, australischen und japanischen Markt konzipiert und wurde in Europa nie offiziell angeboten. Aufgrund verschärfter Crashvorschriften, dass ein Aufprall bis 8 km/h ohne Beschädigung der Karosserie zu überstehen war, gab es bei den US-Ausführungen die für die damalige Zeit typischen vorstehenden Stoßstangen, die den SL um 250 Millimeter verlängerten und zudem das Gewicht erhöhten. Die oft als hässlich bezeichneten „Bumpers“ (Stoßfänger) der US-Modelle sind rostfrei. 
Beim 560 SL (US-Version) sind überdies die meisten Karosserieteile, wie Hauben, Türen, Stoßstangen, Hardtop usw. mit der Original-Fahrzeug-FIN (Fahrzeugidentifikationsnummer/Chassisnummer) markiert. Daraus lässt sich auf etwaige Vorunfallschäden schließen. Ersetzte Teile sind mit einem „R“ für „replacement“ markiert.
Diese 560er US-Versionen wurden ab Werk in weitgehender Vollausstattung ausgeliefert. Die einzige zusätzlich lieferbare Sonderausstattung war eine Sitzheizung.
Der Typ 450 SLC 5.0 (ab 1980 500 SLC) wartete mit einer Besonderheit auf: Zur Gewichtsersparnis (u. a. wegen des werksseitig beabsichtigten Rallye-Einsatzes) waren die großen Hauben aus Aluminium gebaut. Ferner erhielt er serienmäßig einen kleinen Gummiheckspoiler – eine Neuheit bei Daimler-Benz.
Die Typen 450 SLC 5.0 und 500 SLC unterscheiden sich nicht nur in der Bezeichnung: Während der ältere 450 SLC 5.0 ein Dreigang-Automatikgetriebe mit breiteren, dem hohen Drehmoment gewachsenen Zahnradsätzen hat, wurde der ansonsten baugleiche 500 SLC erstmals über ein Viergang-Automatikgetriebe angetrieben, das erst mit verbesserten Werkstoffen und Fertigungsverfahren haltbar hergestellt werden konnte.

## Technik und Innovation

### Motoren und Antriebe

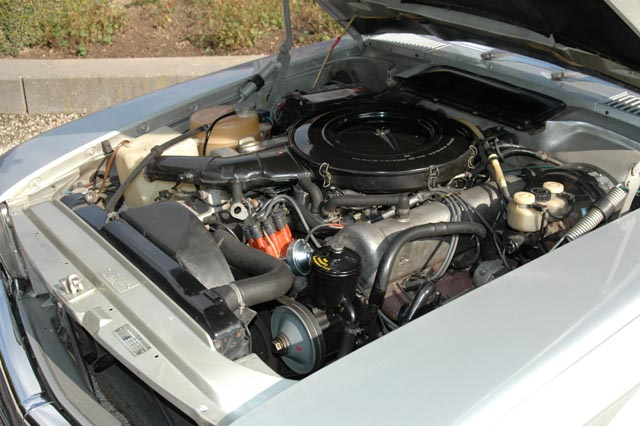
Einer der ersten M-117-Motoren

Die Motoren im R 107 waren zum Teil Neukonstruktionen. Die V8-Motoren waren 1969 in den großen Limousinen (300 SE/L) präsentiert worden oder, wie der Reihensechszylinder M 110 im 280 SL (1974), Weiterentwicklungen des M 130 aus dem W 113.
Der Reihensechszylinder hat einen Zylinderkopf mit zwei obenliegenden Nockenwellen und leistet 136 kW (185 PS) (zwischen 2/1976 und 4/1978 130 kW/177 PS). Die beiden V8-Motoren gab es zunächst (1971) mit 3,5 Liter Hubraum (147 kW/200 PS, interner Name M 116) und ab 1972 auch mit 4,5 Liter (165 kW/225 PS, M 117).
Der 3,5-Liter-Motor ist der einzige Nachkriegs-Pkw-Achtzylinder, der von Daimler-Benz während seiner gesamten Bauzeit von 1969 bis 1979 serienmäßig mit Schaltgetriebe angeboten wurde. Das Schaltgetriebe gab es demnach nicht für den 4,5-Liter-Motor M 117, der bis 1972 nur an US-Kunden ausgeliefert wurde. Für den 350 SL gab es im ersten Produktionsjahr auf Wunsch und gegen Aufpreis das aus den 3,5er-Modellen der Baureihen W 108/109 und W 111 bekannte 4-Gang-Automatikgetriebe mit hydraulischer Kupplung.
Mit den US-Modellen W 107 (ab 1971) und W 108 (ab Ende 1969) wurde bereits die Antriebstechnik der kommenden S-Klasse W 116 und fortan auch für die V8-Modelle der 107er Baureihe vorweg in den USA getestet. Die Automatikfahrzeuge für die USA mit dem 4.5 Liter großen Achtzylinder bekamen statt der bisherigen Föttinger-Kupplung (Kupplung nur mit Pumpenrad und Turbinenrad) und Viergang-Automat einen Drehmomentwandler (mit zusätzlichem Umlenkrad) und Dreigang-Automat. Manch klassisch eingestellter Kunde misstraute dieser neuen Technik und zog ein Schaltgetriebe vor. Heute sind Mercedes-Achtzylinder mit Schaltgetriebe relativ selten und teils begehrt.
Infolge der ersten Ölkrise wurden um 1974 USA-Versionen des 450 SL zeitweise mit niedrig verdichtetem Motor und nur etwa 129 kW (175 PS) ausgeliefert. Zu dieser Zeit hatten in die USA ausgelieferte SL noch kurze Stoßstangen wie bei den Europa-Versionen. Später wurden wegen der geänderten US-Gesetzgebung verlängerte und mit Stoßdämpferelementen ausgerüstete Stoßstangen eingebaut, die einen Aufprall mit bis zu 8 km/h ohne bleibende Schäden an der Karosserie aushielten. Das Äußere dieser USA-SL wurde durch Fernsehserien als „Dallas-Look“ bekannt. Teils werden heute aus den USA reimportierte Wagen auf die europäischen Scheinwerfer und Stoßstangen umgebaut, was zu einer Verknappung dieser Teile führt. Nach Stand Anfang 2016 sind sie kaum noch erhältlich, und wenn doch ein Umbausatz angeboten wird, ist der Preis hoch, meist oberhalb von 10.000 Euro. Nach EU-Gesetzen dürfen die langen US-Stoßstangen verbleiben, jedoch müssen die „Sealed Beam“-Scheinwerfereinsätze gegen Leuchteinheiten mit EU-Prüfzeichen ausgetauscht werden.
Über die gesamte Laufzeit des R 107 von 18 Jahren wurden die Motoren immer wieder parallel zu den Antrieben der S-Klasse den veränderten Umweltauflagen angepasst und in Leistung oder Hubraum verändert. So gab es das SLC-Coupé als 450 SLC 5.0 ab 1978 mit einem Fünfliter-V8 mit 177 kW (240 PS) und neu konstruiertem Aluminiumzylinderblock (Alusil). Besonderheit war außer der Gewichtserleichterung, dass die Reibpaarung Aluminium (am Kolben) gegen Eisen (im Motorblock) umgedreht wurde, indem die Kolben eisenbeschichtet sind. Das Ausbohren eines Aluminiumblocks erfordert im Reparaturfall eine besondere Nachbearbeitung, indem Alusil-Kristalle nach der mechanischen Bearbeitung mit einem Ätz-Vorgang aus dem Alu-Grundmaterial freigelegt werden müssen, um dem Verschleiß vorzubeugen. Diesen Motor gab es ab 1980 dann als 500 SL auch im Roadster – dann auch wieder beim Achtzylinder mit vier Gängen im Getriebeautomaten. Der 450 SLC 5.0 hat drei Gänge, der 500 SLC vier.

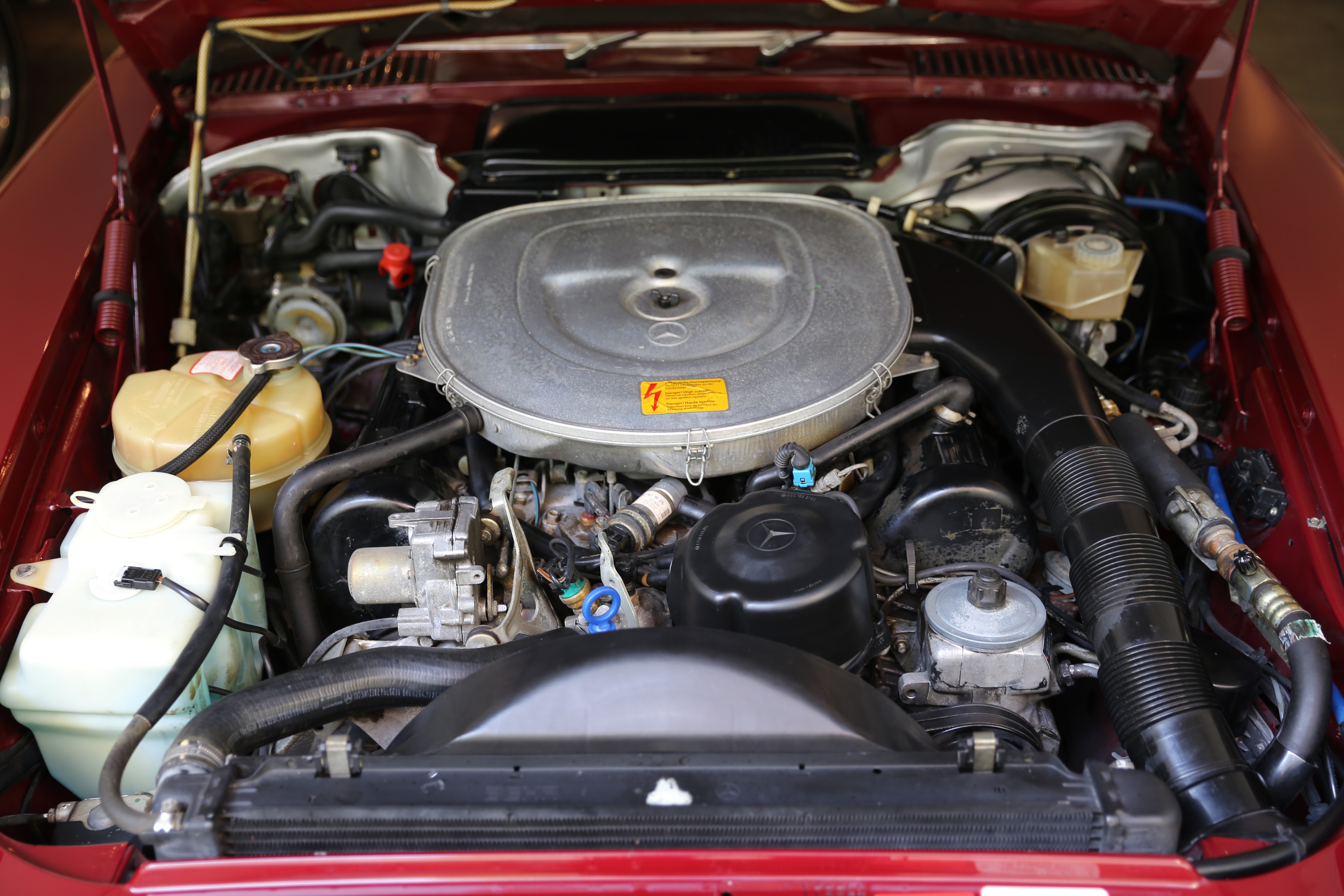
M 117-Motor

1985 gab es die umfangreichste Überarbeitung des R 107: Ein neuer Dreiliter-Reihensechszylinder (M 103) mit 138 kW (188 PS) im 300 SL und ein von 3,8 auf 4,2 Liter (420 SL) aufgebohrter M 116 mit 160 kW (218 PS). Die Auslieferung war auch mit Katalysator möglich. Der Motor mit 4,2 Litern wurde nach kurzer Bauzeit in Hub und Bohrung verändert. Der Katalysator wurde 1986 serienmäßig eingebaut und war ab 1989 Pflicht. Versionen ohne Katalysator blieben bis 1989 lieferbar und hießen ab 1987 RÜF-Version (Rückrüstfahrzeug; ein Fahrzeug, bei dem man in Ländern mit verbleitem Benzin den Katalysator auch notfalls ausbauen konnte).
Der „Exot“ der Baureihe 107, der 560 SL, war entgegen vielen Meinungen ab 1985 infolge der nun verbesserten Benzinqualität in den USA nicht mehr niedrig verdichtet. Er war mit 5547 cm³ Hubraum und 170 kW (231 PS) nur unwesentlich schwächer als das nicht in Amerika angebotene europäische Topmodell der Baureihe. Die Motorleistung des 500 SL ohne Katalysator wurde im selben Jahr auf 180 kW (245 PS, 165 kW bzw. 223 PS mit Katalysator) erhöht, und er war damit das stärkste Modell seit Produktionsbeginn der Baureihe 107 im Jahre 1971. Der 560 SL hat jedoch die kürzere Achsübersetzung des 420 SL. Der 560 SL war in den USA sehr beliebt, was auch die Verkaufszahlen bewiesen. Diese Topversion der Baureihe wies als einziges Modell einen Knieaufprallschutz als zusätzlichen Sicherheitsstandard sowie einen Seitenaufprallschutz mit Verstärkungen in den Türen auf.
Über das Baukastensystem ist im Grunde jeder R 107 mit jedem in den Limousinen verfügbaren Motor ausrüstbar. Auch ein 221 kW (300 PS) starker 560 SL mit den ECE-Versionen der in Europa angebotenen W 126-Limousinen und -Coupés der Modelle 560 SE/L bzw. 560 SEC ist somit gegebenenfalls technisch einfach realisierbar – wiewohl dann nicht mehr original. Umbauten wurden in Einzelfällen über nahezu die komplette Motorenpalette gemacht – vom Fünfzylinder-Diesel OM 617 mit 59 kW (80 PS) bis hin zum Einbau des 6,9 Liter großen Motors M 100 aus dem 450 SEL 6.9 finden sich beinahe alle zeitgenössischen Mercedes-Benz-Pkw-Motoren vereinzelt auch in R 107 und C 107.

## Technische Daten

### R 107 (1971–1985)
| Modell        | Baumuster | Motortyp                        | Hubraum in cm³         | Verdichtung                               | Leistung in kW (PS)                                    | Einspritzanlage                               | Getriebe                                                       | Bauzeit   | Stückzahl | Bemerkungen |
| Sechszylinder |           |                                 |                        |                                           |                                                        |                                               |                                                                |           |           | |
| 280 SL        | 107.042   | M 110.982 ab 2/1976: M 110.986  | 2746                   | 9,0:1; ab 2/1976: 8,7:1; ab 4/1978: 9,0:1 | 136 (185), ab 2/1976: 130 (177), ab 4/1978: 136 (185)  | Bosch D-Jetronic; ab 2/1976: Bosch K-Jetronic | 4-Gang-Schaltgetriebe, 5-Gang-Schaltgetriebe, 4-Gang-Automatik | 1974–1985 | 25.436    | |
| Achtzylinder  |           |                                 |                        |                                           |                                                        |                                               |                                                                |           |           | |
| 350 SL        | 107.043   | M 116.982 ab 2/1976: M 116.984  | 3499                   | 9,5:1; ab 2/1976: 9,0:1                   | 147 (200), ab 2/1976: 143 (195), ab 8/1977: 147 (200)  | Bosch D-Jetronic; ab 2/1976: Bosch K-Jetronic | 4-Gang-Schaltgetriebe, 3-Gang-Automatik                        | 1971–1980 | 15.304    | |
| 380 SL        | 107.045   | M 116.960 ab 10/1981: M 116.962 | 3818, ab 10/1981: 3839 | 9,0:1; ab 10/1981: 9,4:1                  | 160 (218), ab 10/1981: 150 (204)                       | Bosch K-Jetronic                              | 4-Gang-Automatik                                               | 1980–1985 | 53.200    | Leistung US-Version: 114 kW (155 PS) |
| 450 SL        | 107.044   | M 117.982 ab 11/1975: M 117.985 | 4520                   | 8,8:1                                     | 165 (225), ab 2/1976: 160 (217), ab 8/1977: 165 (225)  | Bosch D-Jetronic; ab 2/1976: Bosch K-Jetronic | 3-Gang-Automatik                                               | 1971–1980 | 66.298    | vor 3/1973 nur für Export nach Nordamerika (350 SL 4.5); Verdichtung 8,0:1; Leistung Bund-Ausführung: 140 kW (190 PS), Kalifornien-Ausführung: 132 kW (180 PS), zuletzt: 118 kW (160 PS) |
| 500 SL        | 107.046   | M 117.960                       | 4973                   | 8,8:1; ab 10/1981: 9,2:1                  | 177 (240), ab 10/1981: 170 (231), ab 9/1985: 180 (245) | Bosch K-Jetronic                              | 4-Gang-Automatik                                               | 1980–1985 | 11.812    | Stückzahl bis 8/1989 |

### R 107 (1985–1989)
| Modell        | Baumuster | Motortyp  | Hubraum in cm³ | Verdichtung | Leistung in kW (PS)           | Einspritzanlage   | Getriebe                                | Bauzeit   | Stückzahl | Bemerkungen                                                           |
| Sechszylinder |           |           |                |             |                               |                   |                                         |           |           |                                                                       |
| 300 SL        | 107.041   | M 103.982 | 2962           | 9,2:1       | 138 (188), mit Kat: 132 (180) | Bosch KE-Jetronic | 5-Gang-Schaltgetriebe, 4-Gang-Automatik | 1985–1989 | 13.742    |                                                                       |
| Achtzylinder  |           |           |                |             |                               |                   |                                         |           |           |                                                                       |
| 420 SL        | 107.047   | M 116.964 | 4196           | 9,0:1       | 160 (218), mit Kat: 150 (204) | Bosch KE-Jetronic | 4-Gang-Automatik                        | 1985–1989 | 2.148     |                                                                       |
| 500 SL        | 107.046   | M 117.964 | 4973           | 9,0:1       | 180 (245), mit Kat: 164 (223) | Bosch KE-Jetronic | 4-Gang-Automatik                        | 1985–1989 | 11.812    | Stückzahl seit 4/1980                                                 |
| 560 SL        | 107.048   | M 117.967 | 5547           | 9,0:1       | 170 (230)                     | Bosch KE-Jetronic | 4-Gang-Automatik                        | 1985–1989 | 49.347    | Exportmodell für Nordamerika, Japan und Australien; Verdichtung 9,0:1 |

### C 107 (1971–1981)
| Modell        | Baumuster | Motortyp                        | Hubraum in cm³         | Verdichtung                               | Leistung in kW (PS)                                   | Einspritzanlage                               | Getriebe                                                       | Bauzeit   | Stückzahl | Bemerkungen |
| Sechszylinder |           |                                 |                        |                                           |                                                       |                                               |                                                                |           |           | |
| 280 SLC       | 107.022   | M 110.982 ab 2/1976: M 110.986  | 2746                   | 9,0:1; ab 2/1976: 8,7:1; ab 4/1978: 9,0:1 | 136 (185), ab 2/1976: 130 (177), ab 4/1978: 136 (185) | Bosch D-Jetronic; ab 2/1976: Bosch K-Jetronic | 4-Gang-Schaltgetriebe, 5-Gang-Schaltgetriebe, 4-Gang-Automatik | 1974–1981 |           | 10.666 |
| Achtzylinder  |           |                                 |                        |                                           |                                                       |                                               |                                                                |           |           | |
| 350 SLC       | 107.023   | M 116.982 ab 2/1976: M 116.984  | 3499                   | 9,5:1; ab 2/1976: 9,0:1                   | 147 (200), ab 2/1976: 143 (195), ab 8/1977: 147 (200) | Bosch D-Jetronic; ab 2/1976: Bosch K-Jetronic | 4-Gang-Schaltgetriebe, 3-Gang-Automatik                        | 1972–1980 | 13.925    | |
| 380 SLC       | 107.025   | M 116.960                       | 3818                   | 9,0:1                                     | 160 (218)                                             | Bosch K-Jetronic                              | 4-Gang-Automatik                                               | 1980–1981 | 3.789     | |
| 450 SLC       | 107.024   | M 117.982 ab 11/1975: M 117.985 | 4520                   | 8,8:1                                     | 165 (225), ab 2/1976: 160 (217), ab 8/1977: 165 (225) | Bosch D-Jetronic; ab 2/1976: Bosch K-Jetronic | 3-Gang-Automatik                                               | 1972–1980 | 31.739    | vor 3/1973 nur für Export nach Nordamerika (350 SLC 4.5); Verdichtung 8,0:1; Leistung Bund-Ausführung: 140 kW (190 PS), Kalifornien-Ausführung: 132 kW (180 PS), zuletzt: 118 kW (160 PS) |
| 450 SLC 5.0   | 107.026   | M 117.960                       | 5025, ab 05/1979: 4973 | 8,8:1                                     | 177 (240)                                             | Bosch K-Jetronic                              | 3-Gang-Automatik                                               | 1978–1980 | 2769      | Stückzahl zusammen mit 500 SLC |
| 500 SLC       | 107.026   | M 117.960                       | 5025, ab 05/1979: 4973 | 8,8:1                                     | 177 (240)                                             | Bosch K-Jetronic                              | 4-Gang-Automatik                                               | 1980–1981 | 2769      | Stückzahl zusammen mit 450 SLC 5.0 |

## Der SLC im Motorsport

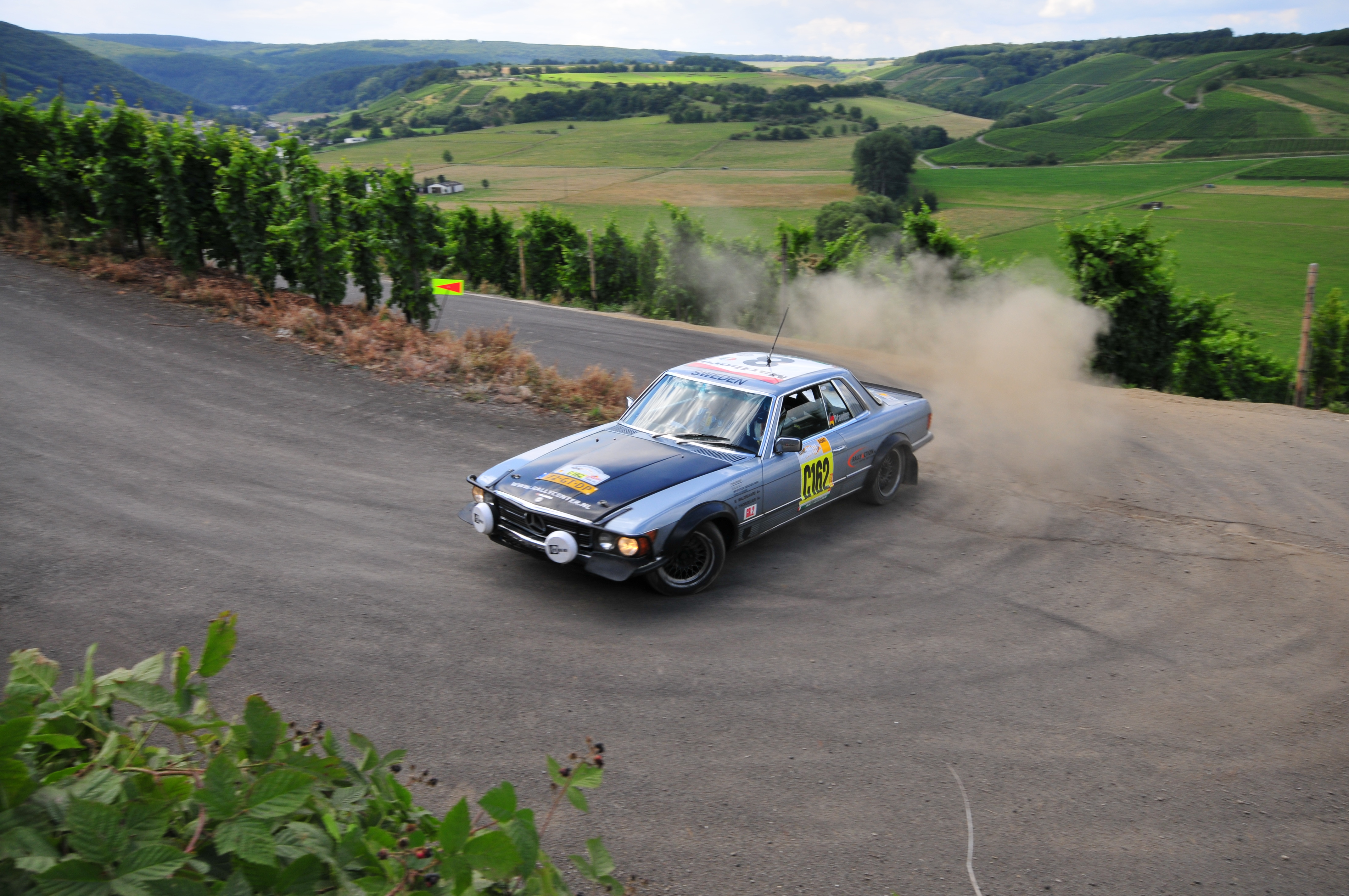
SLC im Rallyesport

Die Langstreckenrallye London–Sydney war für Daimler-Benz 1977 nach langer Motorsport-Pause mit dem ersten, zweiten, sechsten und achten Platz ein erster großer Erfolg im wiedererwachten Sportengagement. Mercedes-Benz hatte alle Motorsportaktivitäten nach dem katastrophalen Unfall bei den 24h von Le Mans 1955 komplett eingestellt.
Für die 1978 anstehenden Aktivitäten kamen der 280 E und der 450 SLC 5.0 in Frage. Die Fahrzeuge entsprachen weitgehend der Serie und damit dem Reglement. Sie wurden nur mit zusätzlichen Fernscheinwerfern, Scheinwerfergittern, höher gelegter Karosserie, Schalensitzen, Überrollkäfig, zusätzlichen Benzinpumpen und einem Tripmaster aufgerüstet. Das Team trat unter der Leitung von Erich Waxenberger an.
Die erste Herausforderung war die „Vuelta a la Americana Sud“, eine Mammut-Rallye von fast 30.000 Kilometern Länge durch zehn Länder Südamerikas vom 17. August bis 24. September 1978. Die ersten fünf Plätze gingen an Mercedes-Benz, davon auf Platz eins, zwei und vier die 450 SLC 5.0, auf drei und fünf die 280 E.
1979 schloss sich vom 12. bis 16. April die Rallye Safari an, die nach etlichen Pannen und Brüchen mit einem zweiten und einem sechsten Platz für die 450 SLC 5.0 und einem vierten für den 280 E endete.
Die Bandama-Rallye (Rallye Elfenbeinküste ) durch die Savannen der Elfenbeinküste vom 9. bis 14. Dezember 1979 über 5.600 Kilometer endete für die Mercedes-Benz-Crew mit einem Vierfachsieg. Hannu Mikkola vor Björn Waldegård, Andrew Cowan und Vic Preston. Wie schwierig diese Rallye war, zeigte das Ergebnis von 1972: Damals erreichte kein Wagen das Ziel, demzufolge gab es auch keinen Sieger.
1980 wurde das „Dickschiff“ 450 SLC 5.0 nochmals überarbeitet, gewichtserleichtert und vorbereitet für breitere und größere Reifen durch größere Radausschnitte und Kotflügel-Verbreiterungen. Bei der Rallye Portugal vom 4. bis 9. März wurden der vierte und der fünfte Rang erreicht.
Die Safari Rallye in Kenia vom 3. bis 7. April 1980 endete mit einem dritten, sechsten und zehnten Platz für Mercedes-Benz.
Vom 24. bis 30. Mai lief die Akropolis-Rallye, bei der Dieter Glemser 15 Jahre vorher wenigstens eine Platzierung erreicht hatte. Diesmal reichte es nur zu einem hinteren Platz. Versagende Bremsen, die Lenkung verbiegende Steine, gebrochene Kraftstoffleitungen und verlorene Tankdeckel hatten die Mercedes-Werksfahrer zurückgeworfen.
Bei der Rallye Codasur in Argentinien vom 19. bis 25. Juli kam nur ein Team ins Ziel und erreichte den zweiten Platz.
Die neuerliche Teilnahme an der Bandama-Rallye im Dezember brachte diesmal einen Doppelsieg, Björn Waldegård vor Jorge Recalde auf Mercedes-Benz SLC 500. 50 Prozent der gestarteten SLC hatten das Ziel ohne Blessuren erreicht: Bei dieser Rallye, die bei 5336 Kilometer Gesamtlänge nur 792 Kilometer asphaltierte Straße aufwies, ein Meisterstück – und das letzte, denn Daimler-Benz zog sich mit Abschluss der 1980er Saison aus dem Rallysport zurück.

## Technische Merkmale der Motorsportmodelle und weiterer besonderer Fahrzeuge
Für die Motorsportmodelle musste Gewicht eingespart werden. Die SLC erhielten Karosserien aus dünnerem Stahlblech, Türen und Hauben aus Aluminium sowie einen Motorblock aus einer Leichtmetall-Legierung, was zu einem Mindergewicht von 115 kg führte. Der Verzicht auf die Innenausstattung sparte weitere 140 kg ein. Beachtenswert ist, dass die Fahrzeuge mit Klimaanlage ausgestattet waren und diese auch behielten, was die Fahrer begrüßten. Am Unterboden wurde eine von der Front bis zum Heck durchgehende, 8 mm starke Aluminium-Platte installiert, um die Radaufhängungen und die Aggregate zu schützen. Als Leergewicht ergaben sich nach diesen Maßnahmen 1380 kg, das Einsatzgewicht inklusive Fahrer, Ersatzteilen, Benzin und Frischwasser betrug letztendlich 1670 kg. Bei vollem Tank (120 Liter) lag die Achslastverteilung bei 45 % vorn zu 55 % hinten. Der Motor leistete 221 kW (300 PS) und übertrug die Kraft über ein dem Einsatzzweck leicht angepasstes Automatikgetriebe; die Hinterachse bekam eine Differentialsperre. Den Bericht aus dem Jahr 1979 über das Rallye-Fahrzeug im Magazin Auto, Motor und Sport verfasste der spätere Motorsportchef Norbert Haug.
Felix Wankel ließ einen silbernen R 107 in Eigenregie mit einem von der Daimler-Benz AG bereitgestellten Vierscheiben-Wankelmotor des Typs M 950 F ausrüsten. Äußere Erkennungsmerkmale sind ein rot lackierter Frontspoiler unterhalb der Stoßstange sowie die Beschriftung „Wankel“ in Verbindung mit einer Schema-Darstellung eines Kreiskolbenmotors auf dem Kofferraumdeckel. Der Motor hat ein Kammervolumen von 600 cm³ je Scheibe (Hubraumäquivalent 4800 cm³), eine Benzindirekteinspritzung von Bosch über eine mechanische Vierstempelpumpe, leistet 235 kW (320 PS) bei 6500/min und liefert ein Drehmoment von 380 Nm bei 4000/min. Die Minderleistung gegenüber dem Motor im C 111 lässt sich dadurch erklären, dass durch den Einbau in das Modell R 107 der Ansaugtrakt sowie die Auspuffanlage individuell angepasst werden mussten, letztere stammt vom 300 SEL 6.3, mit leichten Modifikationen. Der Motor ermöglicht eine Höchstgeschwindigkeit von 240 km/h, die Beschleunigungswerte liegen für 0–100 km/h bei 6,9 s und für 0–200 km/h bei 25,9 s. Das Fahrzeug hat ein manuelles Vierganggetriebe; die Fahrzeugmasse beträgt 1530 kg. Der Wankelmotor allein wiegt 180 kg und ist damit 60 kg leichter als ein 3,5-Liter-V8-Motor des Typs M 116. Als weitere Besonderheit hat das Fahrzeug mehrere Zusatzinstrumente auf der Mittelkonsole, darunter einen Betriebsstundenzähler. Das Fahrzeug war zeitweise Ausstellungsstück im Museum Autovision in Altlußheim.